# Lexique du français québécois
Pour un article plus général, voir Français québécois.
Le lexique du français québécois est constitué de l'ensemble des mots, ou plus précisément des lemmes (unités lexicales autonomes) employés en français québécois ainsi que de toutes les sous-variétés qui le constituent : joual, magoua, chaouin, saguenéen, beauceron, etc.
Traditionnellement, les lexicographes québécois se sont efforcés de créer un rapprochement entre le français québécois et le français de France (cf. la liste d'ouvrages sur le français québécois), mais depuis quelques années, un courant de pensée en lexicographie promeut une division entre les deux variétés (cf. débat sur la norme du français québécois).

## Histoire de la lexicographie québécoise

### Origines
Les premiers colons venus s'établir en Nouvelle-France venaient principalement du nord-ouest de France. Ils ont emmené leurs termes patois et leurs particularismes. La Conquête provoque ensuite deux phénomènes importants : l'apparition d'anglicismes, favorisée par le contact avec les Anglais, et l'apparition de termes patois et populaires à l'écrit, favorisée par la dégradation du niveau de vie, l'exploitation des travailleurs francophones dans des milieux anglophones et le départ de l'élite vers la métropole. Les « Canadiens » (c'est-à-dire les francophones) n'ont plus beaucoup de contacts avec la France. Le temps fait son œuvre et commence à creuser un fossé entre la langue qu'on parle en Amérique et celle qu'on parle en Europe. Pour la première fois depuis presque cent ans, un navire français (La Capricieuse) vient dans l'ancienne colonie française au cours de l'été 1855.
Les Canadiens se montrent sensibles à la critique de certains voyageurs, qui décrivent la langue française du Canada comme pleine d'anglicismes et mal parlée. Certaines personnes donnent l'épithète de « French Canadian patois » au français canadien. Pour épurer le langage, on se met alors à faire la chasse à l'anglicisme, mais aussi aux mots patois et aux termes populaires. Différents ouvrages sur la langue française au Canada apparaissent. La grande majorité d'entre eux sont normatifs. On essaie alors de faire aussi clairement que possible la distinction entre « canadianismes de bon aloi » et « canadianismes de mauvais aloi ».

### Premiers dictionnaires sur la langue française au Canada
| Ouvrage | Auteur                                           | Date de parution | Normatif/ descriptif | Description                  |
| --- | ------------------------------------------------ | ---------------- | -------------------- | ---------------------------- |
| Néologie canadienne (dans Bulletin du parler français)                                                                             | Viger                                            | 1810             | Descriptif           | Néologismes                  |
| Manuel des difficultés les plus communes de la langue française, adapté au jeune âge, et suivi d'un recueil de locutions vicieuses | Thomas Maguire                                   | 1841             | Normatif             | Régionalismes et anglicismes |
| Dictionnaire des barbarismes et des solécismes                                                                                     | Narcisse Cyr ou Jean-Philippe Boucher-Belleville | 1855             | Normatif             | Régionalismes et anglicismes |
| Recueil des expressions vicieuses et des anglicismes les plus fréquents                                                            | Jules Fabien Gingras                             | 1860             | Normatif             | Régionalismes et anglicismes |
| Glossaire franco-canadien et vocabulaire de locutions vicieuses usitées au Canada                                                  | Oscar Dunn                                       | 1880             | Normatif             | Régionalismes et anglicismes |
| Petit vocabulaire à l'usage des Canadiens-français                                                                                 | Napoléon Caron                                   | 1880             | Normatif             |                              |
| L'anglicisme, voilà l'ennemi ! | Jules-Paul Tardivel                              | 1880             | Normatif             | Anglicismes                  |
| Dictionnaire des locutions vicieuses du Canada                                                                                     | J.-A. Manseau                                    | 1881             | Normatif             |                              |
| Dictionnaire canadien-français | Sylva Clapin                                     | 1894             | Descriptif           |                              |
| Dictionnaire de nos fautes contre la langue française                                                                              | Raoul Rinfret                                    | 1896             | Normatif             |                              |
| En garde : Termes anglais et anglicismes !                                                                                         | Étienne Blanchard                                | 1912             | Normatif             | Anglicismes                  |
| Le parler populaire des Canadiens français                                                                                         | Narcisse-Eutrope Dionne                          | 1909             | Normatif             | Régionalismes et anglicismes |
| Ne pas dire mais dire. Inventaire de nos fautes les plus usuelles contre le bon langage                                            | Sylva Clapin                                     | 1913             | Normatif             |                              |
| Zigzags autour de nos parlers (trois séries)                                                                                       | Louis-Philippe Geoffrion                         | 1924-1927        | Descriptif           |                              |
| Glossaire du parler français au Canada                                                                                             | Société du parler français au Canada             | 1930             | Descriptif           | Français du Québec           |
| Dictionnaire général de la langue française au Canada                                                                              | Louis-Alexandre Bélisle                          | 1954             | Normatif             | Régionalismes et anglicismes |
| Dictionnaire des difficultés de la langue française au Canada                                                                      | Gérard Dagenais                                  | 1984             | Normatif             | Régionalismes et anglicismes |

### Dictionnaires différentiels modernes
Ces dictionnaires ont une nomenclature focalisée sur les mots et les sens qui ne sont pas partagés avec le français de référence (celui qui est décrit dans les ouvrages de référence publiés en France).
| Nom                                           | Principal auteur                 | Parution |
| --------------------------------------------- | -------------------------------- | -------- |
| Dictionnaire de la langue québécoise          | Léandre Bergeron                 | 1980     |
| Dictionnaire des canadianismes                | Gaston Dulong                    | 1999     |
| Dictionnaire historique du français québécois | Claude Poirier et équipe du TLFQ | 1998     |
| Dictionnaire québécois-français               | Lionel Meney                     | 1999     |

### Dictionnaires non différentiels
Il s'agit de dictionnaires généraux de la langue française telle qu'utilisée au Québec. Ce sont des ouvrages collectifs impliquant des équipes importantes. Ces dictionnaires incluent aussi dans leur nomenclature les acadianismes, francismes, belgicismes et helvétismes les plus courants, que les Québécois sont susceptibles de rencontrer dans des textes de source étrangère.
| Nom                                                                    | Direction                                                   | Parution                                     | Québécismes ou francismes marqués ? |
| ---------------------------------------------------------------------- | ----------------------------------------------------------- | -------------------------------------------- | ----------------------------------- |
| Dictionnaire du français plus                                          | Claude Poirier                                              | 1988                                         | Francismes uniquement               |
| Dictionnaire québécois d'aujourd'hui                                   | Jean-Claude Boulanger                                       | 1992, 1993                                   | Francismes uniquement               |
| Dictionnaire de la langue française – Le français vu du Québec (Usito) | Hélène Cajolet-Laganière Pierre Martel Chantal-Édith Masson | Version en ligne sur abonnement puis gratuit | Québécismes et francismes           |

### Autres ouvrages
| Nom                                                                                           | Auteur               | Date(s) de parution                      | Québécismes ou francismes marqués? |
| --------------------------------------------------------------------------------------------- | -------------------- | ---------------------------------------- | ---------------------------------- |
| Multidictionnaire de la langue française (dictionnaire de difficultés de la langue française) | Marie-Éva de Villers | 1988, 1997, 2003, 2009                   | québécismes                        |
| Antidote (logiciel d'aide à la rédaction)                                                     | Druide informatique  | 1996, 1998, 1999, 2001, 2003, 2006, 2009 | québécismes et francismes          |

## Petit lexique différentiel
Le tableau suivant fait le bilan de quelques différences lexicales entre le français québécois et le français européen. À noter que certaines de ces différences ne relèvent pas seulement des registres parlé ou familier ; bon nombre de mots québécois tels que « achalandage » ou « clavardage » s'emploient également à l'écrit. Tous ces mots ne se limitent pas forcément au français québécois, certains étant aussi courants en français acadien, par exemple, ainsi que dans des parlés régionaux d'autres pays francophones dont la France.
On trouvera dans le Wiktionnaire une nomenclature exhaustive et mots et expressions typiques du Québec.
| Mot québécois                                                            | Équivalent scolaire ou européen | Commentaires ou exemples |
| ------------------------------------------------------------------------ | --- | --- |
| A, a' /a/                                                                | 1. « elle » pronom sujet 2. Univerbation de « elle a » | « Catherine ? A va travailler à matin ! — Catherine, a' pas répondue quand que j'ai frappé à porte. » (forme verbale seulement) |
| Abreuvoir, buvette                                                       | Fontaine (pour boire) | En Europe, l'« abreuvoir » n'est utilisé que pour les animaux, tandis qu'au Québec, la « fontaine » désigne uniquement un bassin d'eau ornemental. |
| Abrier                                                                   | 1. Se recouvrir d'une couverture ou de literie. 2. Mettre des vêtements chauds (sens assez rare de nos jours) 3. Mettre une housse sur des objets 4. Dissimuler (un fait, la vérité) 5. Défendre quelqu'un (une couverture, garder les arrières) | |
| Accoutumance                                                             | Habitude, manie | |
| Accroire (faire)                                                         | Croire (faire) | Du français, mais utilisé en France dans la littérature et relevant d'un français cultivé, encore très vivant au Canada dans la langue courante. Peut cependant aussi être utilisé en tant que nom, contrairement au français, p. ex. : « se faire des accroires » (se mentir à soi-même). |
| Congestion                                                               | Trafic, embouteillage, circulation peu fluide | |
| Adon                                                                     | Hasard, occasion, coïncidence | « Quel adon ! Elle a le même nom que moi. » Provient de l'ancien français, alors qu'il signifiait « don, cadeau ». |
| Adonner (s')                                                             | 1. Présenter des circonstances favorables à, convenir 2. Bien s'entendre avec quelqu'un 3. Pratiquer un sport ou une activité de loisir (identique à l'usage du français standard, plutôt cultivé), vaquer | « Ça adonne que j'avais justement ce qu'il fallait » et « Ça s'adonne que j'avais justement ce qu'il fallait » sont entièrement analogues. Cette forme impersonnelle (tout comme rien d'autre ne peut neiger que « il », sous cette forme, rien d'autre ne peut adonner que « ça »), lorsqu'elle est suivie d'un subjonctif, signifie « présenter un adon (voir ci-dessus), une occasion ». Le pronom « s' » n'a aucune influence sur le sens. Les autres pronoms, tels que « m' » et « lui », par contre, autorisent d'autres sujets que « ça » (« Ce changement de programme m'adonne ») et changent le sens en « convenir ». « Je suis content, nos enfants s'adonnent bien ensemble. » |
| Achaler                                                                  | Harceler, ennuyer, lasser qqn, déranger, importuner, contrarier, etc. | Désigne une forme modérée de harcèlement (a un sens euphémique par rapport à ce dernier mot). « Je te donne ton argent, mais arrête de m'achaler ! » — Le meilleur exemple est celui des moustiques qui nous rôdent autour de la tête : « Les maringouins sont achalants à soir (ce soir). » |
| Achalandage                                                              | 1. Clientèle d'un magasin ; ensemble des personnes fréquentant ou visitant un lieu 2. en parlant d'un lieu, fait d'être fréquenté, achalandé 3. Trafic routier. | « L'achalandage de mon site Web a battu un record aujourd'hui. » Achalandage ne désigne pas forcément du trafic et peut désigner le niveau auquel une personne, un objet est accaparé, utilisé, mis à contribution. La nuance est légère mais présente. |
| Agrès                                                                    | 1- Un accoutrement hors normes 2- Une personne sans savoir vivre 3- Un équipement pour la pêche | |
| Amancher (s') Amancher                                                   | 1. Arranger (s'), Habiller (s'), 2. emmancher, joindre, fixer ensemble des objets | « Comment qu't'es amanché, toé ? » / Amancher peut aussi être utilisé pour dire qu'une personne à des problèmes « Chus mal amanché. » «Amancher le balai» - Fixer la brosse du balai à son manche (voir la définition d'emmancher). |
| Arachide                                                                 | Cacahuète | Au Québec le mot « arachide » désigne aussi bien la graine comestible de la légumineuse que la plante tout entière. Le synonyme « pinotte » (de l'anglais peanut) existe aussi. Ainsi, on peut parler de beurre d'arachide ou de « beurre de pinotte ». Le mot « Cacahuète » est très rare dans la province. |
| Arrêt (-stop)                                                            | Stop, halte (panneaux routiers) | Au Québec, il est inscrit sur les panneaux routiers « ARRÊT » depuis 1988 ; auparavant, l'inscription bilingue « ARRÊT - STOP » était présente, succédant elle-même à « STOP ». Découlant de cette succession de panneaux, les termes « arrêt » (formel), « stop » (familier seulement, contrairement à la France) et « arrêt-stop » (vieilli) sont utilisés les uns comme les autres au Québec. |
| Assir                                                                    | Asseoir | |
| Astheure / À c't'heure                                                   | Maintenant, désormais, à partir de maintenant | (Belgique) (Nord - Pas de Calais) (Picardie) (Normandie), (Poitou) (Suisse) (Louisiane) (Canada) (Familier) « Maintenant », « actuellement ». - Oui, c'est dur de laisser aller le rêve, dire « ça arrivera pas, ça arrivera pu, à c't'heure » — (Le Devoir, 27 avril 2002) |
| Atchoumer                                                                | Éternuer | |
| Avant-midi                                                               | Matinée, matin | « On a une réunion en/cet avant-midi ». Ce terme, utilisé en opposition avec « après-midi », a un sens plus large que « matin » au Québec, le premier désignant la période séparant le lever du soleil de midi et le matin se terminant au moment de la journée où les activités de la journée sont bien en route (donc vers 9 h). |
| Aubaine                                                                  | Bonne affaire, opportunité, promotion | « C'est une aubaine à ne pas laisser passer ! » Une aubaine ne désigne pas un simple rabais ou une promotion ; il s'agit forcément d'une excellente affaire. Ce terme a donné son nom à la chaîne de vêtements L'Aubainerie. |
| Au ras (de) / À ras (de)                                                 | 1- Vers (orientation) 2- À côté (de), à proximité (de) | Expression française archaïque toujours employée au Québec et très fréquente. Les Québécois omettent souvent le « de,» exemple : « Au ras moé » signifie : « à côté de moi » ou « près de moi.» |
| Ayoye !                                                                  | Aïe ! ouille ! | Contraction des interjections ahi! (ou aïe) et ouille! |
| Babillard                                                                | Panneau d'affichage (souvent en liège) où des papiers sont épinglés | |
| balado (fichier) baladodiffusion                                         | Podcast, podcasting | Fichier audio ou vidéo que l'on peut consulter avec son baladeur numérique. C'est une francisation contestée du terme anglais. |
| Balance (usage familier en français)                                     | Pèse personne | |
| Balayeuse                                                                | Aspirateur domestique | |
| Barbo / Barbeau                                                          | 1- Barbouillage, gribouillage 2- Hanneton | |
| Bâdrer                                                                   | 1- Ennuyer, déranger, tourmenter, incommoder, achaler, embêter, harceler, tracasser 2- se donner la peine (souvent à la négative) | De l'anglais bother Ex. : « Bâdre-toé pas avec ça » qui signifie « ne t'en donne pas la peine ». |
| Bardasser                                                                | 1- L'acte de chahuter, de bousculer quelqu'un ou quelque chose 2- L'acte de faire du tapage 3- L'acte de manifester son mécontentement ou sa mauvaise humeur. | Soit d'un verbe poitevin bordanser (« balancer, secouer »), soit de barda, à cause du bruit que faisaient les soldats en emmenant leur « barda ». |
| Barniques                                                                | Lunettes | Du vieux français bernicles qu'on entend encore quelques fois en Belgique. |
| Banc de neige                                                            | Congère (inusité au Québec), remblai de neige | Utilisé pour désigner ce qu'en Europe on appelle une congère, qui est un amas de neige produit par le vent, le banc de neige désigne aussi ce que l'on voit rarement en France, soit un amas de neige (il peut être modeste ou gigantesque) résultant du travail de la machinerie lourde pour dégager les routes enneigées. |
| Batterie                                                                 | Une pile électrique | De l'anglais battery |
| Bargainer, barguiner, barguigner dealer                                  | Marchander, négocier | Du français dialectal barguigner, bargainer, lui-même de l'ancien français bargainier. Ce mot tient uniquement de l'usage familier et on y préfère généralement, même dans ce cas, le mot négocier ou marchander |
| Barouette                                                                | Brouette | Altération du français dialectal berouette (Berry). |
| Barrer                                                                   | Verrouiller, fermer à clé | Exemple : Barrer une porte : (fermer à clé). Encore couramment utilisé en France, en Vendée-Poitou et en Normandie dans le même sens qu'au Québec. Utilisé en Europe pour « rue barrée », également utilisé au Québec. Provient de l'ancienne façon de verrouiller une porte qui consistait à installer une lourde barre de bois en travers de celle-ci entre deux crochets situés de part et d'autre du cadre de porte de façon à l'empêcher de s'ouvrir. |
| Bas (des)                                                                | Chaussettes | |
| Bazou                                                                    | Tacot (voiture en mauvais état) | Désigne généralement une vieille voiture en délabrement ou, parfois, une voiture de mauvaise qualité. |
| Bébelle                                                                  | Jouet, babioles, gadgets, objets sans valeurs, certains bijoux de piercings | Viendrait de baubel, qui en ancien français du XIIIe siècle signifiait « jouet (d'enfant) ». Le terme québécois cossin est un synonyme (voir entrée). |
| Bécosses                                                                 | Latrines, toilettes, chiottes | De l'anglais backhouse Ex. : « Le boss des bécosses » où les bécosses imagent le trône malpropre et pittoresque et le mot « boss » qui signifie « chef » ou « patron ». L'expression réfère à une personne qui aime gérer les autres et qui s'ingère dans tout. |
| Beigne (n.m.)                                                            | Donut | Au Québec, il y a une distinction entre un beigne et un beignet. Ne pas confondre avec le français familier beigne, au féminin, au sens de « gifle, coup de poing », qui n'est pas utilisé au Québec. |
| Bête, (être, avoir l'air)                                                | (Être, avoir l'air) désagréable, impoli | Avoir l'air bête : avoir l'air fâché, désagréable. Être bête : être désagréable et sec, fermé. Encore utilisé en France, quoique moins communément, notamment dans l'ouest du pays. En France, l'expression signifie le plus souvent « avoir l'air sot ». |
| Bibite / Bibitte et parfois Bébitte (langage familier)                   | Bébête, petite bête, insecte, Insecte ou maladie transmise sexuellement. | Déformation de bébête. En Louisiane, lorsqu'on parle d'une « bibitte », il est question de la partie visible de l'organe reproducteur masculin. Par conséquent, un Québécois inaccoutumé au climat tropical et surpris par le grand nombre des gros insectes rencontrés en visite en Louisiane, devrait éviter de dire : « Vous avez des grosses bibittes icitte ! » |
| Bicycle / Bécycle                                                        | 1- Bicyclette 2- Motocyclette, mobylette, scooter | De l'anglais « bicycle ». Pour faire la distinction entre bicyclette ou motocyclette, il est possible de préciser : « bicycle à pédales » et « bicycle à gaz (carburant) ». |
| Bienvenue                                                                | De rien, pas de quoi, il n'y a pas de quoi | Il est d'emploi courant au Québec, surtout à Montréal, dans un langage moins soutenu. C'est un calque de l'anglais américain You're welcome « Je te/vous en prie ». Il est aussi utilisé dans son sens premier. |
| Blé d'Inde                                                               | Épis de maïs | Le terme blé d'inde date de l'époque où l'Amérique était nommée « Inde occidentale.» (idem en anglais américain [Indian] corn « maïs », l'anglais britannique corn désigne le blé) |
| Bleuet                                                                   | Un fruit bleu qui ressemble à une myrtille. | Français dialectal (Normandie) bleuet « myrtille » |
| Blonde                                                                   | Petite amie, petite copine | Dans le sens de la vieille chanson française « Auprès de ma blonde [qu'il fait bon, fait bon, fait bon...] », « Hier, j'ai offert un repas romantique à ma blonde. » Ce terme désigne tant une fréquentation amoureuse frivole qu'une conjointe de fait ou une mère de famille sans mariage. Le mot blonde est usité avec les expressions « brune » et « noire » chez certaines personnes âgées, car à l'époque, on désignait sa copine par sa couleur de cheveux. |
| Bobettes                                                                 | Caleçon, boxers (parfois), culotte | |
| Boboche                                                                  | Bâclé, minable | « Le spectacle que j'ai vu hier soir était boboche ». Ce terme n'est pas répandu dans tout le Québec. |
| Boisson                                                                  | Boisson alcoolisée | L'expression « Être en boisson » signifie par extension « Être ivre ». L'utilisation du terme « boisson » pour désigner une boisson en général est connue mais minoritaire par rapport à celle d'alcool. |
| Bonjour                                                                  | Bon après-midi, bonsoir | Au Québec, bonjour s'utilise souvent sans donner importance au moment du jour, comme en français mais plus systématiquement, bien que bonsoir s'utilise aussi, mais moins fréquemment qu'en France. |
| Bon matin                                                                | Bonjour | Cette expression, d'un emploi récent, est calquée sur l'expression anglaise good morning. Inusité en France, sauf par ironie, le terme est un anglicisme ayant transité par le Canada avant de se répandre sur le vieux continent. |
| Boucane (substantif) / Boucaner (verbe)                                  | Fumée (substantif) / Dégager de la fumée (verbe) | « Il y avait une boucane épaisse et étouffante dans ma maison en feu. / Les cendres du feu de camp boucanaient encore quand nous sommes partis » Ces mots appartiennent exclusivement au langage familier. De nos jours, on n'entend plus dire « boucaner » dans le sens archaïque de fumer la cigarette ou la pipe. On dit se faire boucaner ou se faire emboucaner lorsqu'on étouffe sous la fumée d'un groupe de fumeurs ou d'un feu de camp. De nos jours, le bon usage dicte que l'on boucane la viande ou le poisson pour les conserver: on ne les fume pas, à moins de manquer de cigarettes et qu'il faille compenser... |
| Bout / Boutte                                                            | Région, coin de pays | Le mot bout peut être prononcé de deux manières en français québécois. Lorsqu'il est prononcé comme en français de France, il n'y a pas de distinction de sens (extrémité), lorsque le « t » final est prononcé (écrit « boutte »), le mot peut alors soit avoir le même sens encore une fois, soit prendre le sens de « région », « zone », « endroit », « environs ». Ainsi, le sens de la proposition « Dans l'boutte de Baie Comeau » (dans laquelle le « t » final serait généralement prononcé) signifie « Dans la région de Baie Comeau » |
| Brassière                                                                | Soutien-gorge | (désigne divers accessoires en français sauf au Canada) Soutien-gorge. Le mot brassière, de l'ancien français braciere, est à l'origine du mot anglais brassiere plus souvent vu sous sa forme abrégée bra, le « Wonderbra » ayant été inventé à Montréal. |
| Brake à bras                                                             | Frein à main, frein d'urgence | |
| Breuvage                                                                 | Boisson (a donné le mot anglais beverage) | Mot tiré du moyen français Au Québec, ce mot partage, de façon majoritaire, avec boisson, le sens général de « liquide destiné à être bu ». En France, il est utilisé de manière littéraire. Boisson est souvent péjoratif au Québec (cf. l'expression française être pris de boisson « être saoul ») |
| Brillant (un)                                                            | Paillette (une) | Au Québec l'expression un brillant remplace l'expression une paillette, si la paillette est constituée de morceaux très fins (celles usitées pour le maquillage par exemple). Les paillettes plus grosses, par exemple celles cousues sur les vêtements, gardent le nom de paillettes. |
| Brosse, (prendre une, être sur une/la, partir sur une/la)                | Cuite, picole, beuverie | « Il a pris une brosse hier ; il a donc une gueule de bois persistante ce matin. » |
| Cabane                                                                   | 1- Maison cossue ou très grande (ironie) 2- Remise, cabanon | Exemple: Maison cossue: grosse cabane (par ironie). Remise: cabane à outils (synonymes : cabanon, shed). Érablière: cabane à sucre. Le sens basique, hors de ces situations, demeure cependant « petite construction, souvent artisanale et rustique, voire mal faite ». |
| Caboche (expression: se cogner la caboche)                               | Tête | Le français caboche appartient au registre familier |
| Cabochon                                                                 | Têtu, idiot, stupide | Français cabochard « forte tête, têtu » |
| Caler                                                                    | 1- Couler (à fond) 2- s'enliser, s'enfoncer 3- Boire rapidement (d'un coup sec) 4- Rabaisser quelqu'un 5- Début de calvitie (au niveau des tempes) | |
| Caller (prononcé câler)                                                  | 1- Appeler 2- Faire une commande par téléphone (souvent pour une livraison du restaurant) | Du verbe anglais « to call » |
| Calorifère                                                               | Plinthe ou radiateur de chauffage | |
| Calotte                                                                  | Casquette de type baseball ou autre sport | |
| Capoter / Capoté                                                         | 1- Au sens premier, faire un tonneau, se retourner sur le capot. 2- Par extension: adorer, s'extasier, exagérer, perdre la tête, paniquer, s'enrager | Registre populaire. Adorer : Elle capote sur ce gars-là. Faudrait qu'ils sortent ensemble. (synonyme : tripper) Exagérer : Tu capotes, je ne te donnerai pas 100 dollars pour ça. Perdre la tête: Je ne sais pas quoi faire, c'est sans issue. Je capote ! S'enrager : Ne capote pas pour ça, je vais réparer les dégâts. / Singulier : Tes cheveux, c'est capoté. Comment arrives-tu à faire tenir un si énorme mohawk ? Extraordinaire : Hier, je suis allé à une fête. C'était capoté ; on a dansé toute la nuit. (Synonyme : flyé) |
| Cadran                                                                   | Réveille-matin | Ce mot appartient exclusivement au langage courant. |
| Canter                                                                   | 1- Pencher, incliner 2- Tourner légèrement | |
| Carcajou                                                                 | Glouton (animal) | Amérindianisme d'origine montagnaise |
| Carreauté                                                                | À carreaux (motif) | Ce mot a longtemps été critiqué, mais doit être considéré comme un synonyme à part entière de « à carreaux ». |
| Cartable                                                                 | Classeur à anneaux | Le « classeur » et la « filière » québécois désignent quant à eux le meuble à classement de dossiers, tout comme dans certaines régions de la France. |
| Caribou                                                                  | Renne | Le nom « caribou » est un amérindianisme issu du micmac « ĝalipu », signifiant « celui qui creuse dans la neige ». Le caribou désigne généralement les sous-espèces nord-américaines du renne. Si, en général, on considère le mot comme synonyme de « renne », il convient de ne pas les considérer comme totalement synonymes, puisqu'au Québec, on fait la différence entre le caribou et le renne. Cette division est bien présente dans le mythe du père Noël, car ce sont bien des rennes qui tirent son traîneau, là aussi. |
| Catin                                                                    | 1- Poupée, mannequin de vitrine 2- Petite fille 3- prostituée | Outre son sens français de prostituée, le terme « catin» au Québec, retrouve parfois son sens de pureté. En effet, le mot « catin » vient du nom « Catherine,» qui lui vient du mot grec « Katharos » et qui signifie « pur.» En France, on lui attribuait, autrefois, le sens de jeune fille de campagne, ce qui expliquerait le sens québécois. Ex. : Au Québec et en Ontario, il y a une chanson de Noël folklorique qui va comme suit : « Père Noël, j'veux des bébelles / Comme les années passées / Ma p'tite catin n'a plus de main / Pourrions-tu les remplacer ?» on comprend, alors, que la fillette ne parle pas d'une prostituée, mais bien de sa poupée qui est brisée. |
| Cégep                                                                    | Acronyme. Collège d'enseignement général et professionnel | Le diplôme d'études collégiales (DEC) équivaut à peu près au bac français. Le cégep vient juste après le secondaire, dès 17 ou 18 ans, et est d'une durée de deux ans en pré-universitaire et de trois ans en formation technique. |
| Cellulaire (téléphone) / cell                                            | portable, mobile | Calqué sur l'anglais « cellular phone », ou « cell phone ». Le terme est toutefois légitime. Si on parle de « portable » au Québec, on se réfère généralement à un ordinateur portable. Notez que le terme « GSM » utilisé en Belgique est absolument absent du vocabulaire, voire de la connaissance, des Québécois. |
| Champlure                                                                | Robinet | Ce mot appartient exclusivement au niveau de langue familier. Déformation du mot « chantepleure » qui se disait en France, du moins en région avant la Révolution française et en Nouvelle-France. |
| Châssis                                                                  | Fenêtre, cadre de fenêtre | |
| Chaud, (être)                                                            | (être) Ivre, saoul | |
| Chaudière                                                                | Seau généralement en métal | Une chaudière est un grand récipient, souvent un seau. Le mot « chaudière » connote un plus gros objet que seau. Noter que ce mot pour décrire un équipement de chauffage central est beaucoup moins utilisé au Québec que le mot « fournaise ». |
| Chaudron                                                                 | 1- Marmite, casserole 2- Une personne ou un groupe, notamment dans en sport, qui offre de mauvaises performances. | Au Québec, « chaudron » peut désigner une casserole ou une marmite. Certaines personnes, toutefois, rendent « chaudron » synonyme de « marmite » et en séparent « casserole » complètement. Le terme « marmite » n'est quasiment jamais utilisé au Québec et que « chaudron » ne désigne presque jamais un objet au bas arrondi. On parlera alors de chaudron de sorcière. |
| Chandail                                                                 | Tee-shirt, pull, tricot, polo | « Tee-shirt » est également utilisé. « Chandail » est, par définition, un gros tricot qui s'enfile par le cou (idem poncho). Il désigne, par extension, tous hauts qui s'enfilent par le cou. On utilise aussi le mot « gilet ». |
| Chandail à manches courtes / Manches courtes                             | Tee-shirt | |
| Char                                                                     | Bagnole, voiture, automobile | Ce terme appartient au registre populaire très usité au Canada. C'est une extension de son homonyme désignant une voiture romaine à deux roues attelée à des chevaux. Ce mot dérive du latin « carrus » qui a aussi donné des mots comme «charrue,» «chariot,» «charrette,» etc. selon le Larousse. Il a longtemps été perçu comme un anglicisme à tort au Québec étant donné sa similarité avec le mot «car» tant pour son orthographe que sa signification. le Cambridge Dictionary le réfère comme un mot d'origines françaises.et latines également |
| Chauffer                                                                 | Conduire | « Chauffer à clutch » : conduire une voiture à boîte de vitesses manuelle. |
| Charrue                                                                  | 1. Grosse femme, ou femme facile 2. Chasse-neige | Terme dégradant et péjoratif utilisé pour parler d'une personne de sexe féminin de forte corpulence ou encore ayant la réputation d'être une personne facile . Charrue peut également être utilisé pour parler de la machinerie lourde du déneigement « La charrue vient de passer dans ma rue. » Le terme est surtout utilisé dans le sens de chasse-neige. On explique ce sens au Québec par le fait que l'on utilisait, à une époque, littéralement des charrues ou des engins similaires pour déblayer la chaussée. |
| Chien-chaud                                                              | Hot dog | Francisation du « hot dog » anglophone |
| Chigner                                                                  | Rechigner | |
| Choker /tʃo.ke/                                                          | Se dégonfler, être pris de bégaiements par gêne excessive | Anglicisme, terme du registre populaire, de l'anglais « to choke » . « Si tu y vas, té mieux de pas choker! » / « Yé en train de choker devant à fille » |
| Chum /tʃɔm/                                                              | Ami(e), petit(e) ami(e), copain, copine, petit copain, petite copine | Dépendant de qui l'utilise en parlant de qui, ce terme peut désigner un(e) ami(e) ou un(e) amoureux/se ou conjoint(e) de fait. Pour éviter tout malentendu, on peut forcer le sens amical du terme en ajoutant « de gars » ou encore « de fille », dépendant du sexe de la personne de laquelle on parle. Exemple : - Homme à femme → ma chum / chum de fille → amie ; - Homme à homme → mon chum / chum de gars → ami ; - Homme à homme (homosexuel) → mon chum → petit copain, amoureux - Femme à homme → mon chum → amoureux, conjoint de fait ; - Femme à femme → ma chum / chum de fille → amie. |
| Choquer, (se) / choqué, (être)                                           | (se) Vexer, (se) fâcher / (être) outré | « Ça me choque me faire dire que je suis grosse. » Ce terme a une connotation euphémique ou enfantine la plupart du temps. |
| Chu, cht', ch'                                                           | Univerbation de « je suis » | « Cht'assez content. », « Ch'malade. » |
| Cigare au chou                                                           | Chou farci | Variante du chou farci avec sauce tomate. Le nom vient de la forme qui évoque le cigare. |
| Claques                                                                  | Sur-chaussure | |
| Classeur                                                                 | Armoire à dossiers, généralement en métal | En Europe, « Classeur de rangement » se dit également. Malgré le mot armoire, il s'agit généralement de tiroirs. Au Québec, un classeur à anneaux se dit « cartable » (voir l'entrée). |
| Clavardage, clavadoir / clavarder                                        | Chat, tchat / chatter, tchater | Ce mot-valise provient de « clavier » et de « bavarder ». Si l'anglicisme demeure grandement majoritaire dans le langage courant, il est banni dans le français formel. |
| Coco                                                                     | 1- Œuf 2- Nom affectueux et enfantin, qui s'adresse à une personne intime ou un enfant | |
| Colon, n. m.                                                             | Personne rustre, manquant de bonnes manières, qui est peu raffinée et cultivée et qui n'hésite pas à en faire la démonstration | Signification analogue à celle du « beauf » français. |
| Comprenable                                                              | Compréhensible, intelligible | De même, l'expression « être dur de comprenure » signifie « avoir de la difficulté à entendre/comprendre ». |
| Courir la galipote                                                       | Chercher les aventures galantes et amoureuses | |
| Courrailler / courraillage                                               | Courir de tous les côtés, poursuivre/ énervement Faire la cour ou séduire pour n'obtenir que du sexe (souvent la personne qui couraille a plusieurs partenaires qu'elle ne fréquente qu'une seule fois). | Être très en demande : « J'arrête pas de courailler depuis à matin ! »/ Peut aussi être utilisé pour calmer (surtout les enfants : « Pas d'couraillage dans mainson les enfants ! » «Il couraille dans les bars.» |
| Correct, (être)                                                          | Bien (aller) / D'accord / O.K. | Plus fréquent et parfois mélioratif. « Es-tu correct ? » (Tout va bien ?), « C'est correct. » (C'est bien, ça me va). Seul, « correct » montre une approbation. Si le mot est précédé de « bien », le locuteur exprime également que ce à quoi il fait référence est au-delà des besoins, ou de ses espérances, sans toutefois montrer de l'admiration. |
| Cossin                                                                   | Babiole, objet sans valeur, machin, bidule, truc, chose | Le termes québécois « bébelle » est un synonyme (voir entrée) |
| Costume de bain                                                          | Maillot de bain | Cette expression appartient exclusivement au langage courant. Il s'agit d'une traduction littérale de l'anglais « swimsuit », « bathing costume », « swimming suit » ou « bathing suit ». Maillot de bain est aussi utilisé quoique moins fréquemment, mais il est toujours utilisé dans le commerce de détail. |
| Coton ouaté                                                              | Sweat-shirt, généralement avec capuche | |
| Couvarte / Couverte                                                      | Couverture, couette (literie) | |
| Couette                                                                  | Queue de cheval (coiffure) | |
| Crère / Creire                                                           | croire | Du vieux français creire et du latin « crēdĕre » |
| Croche                                                                   | 1- Tordu, de travers, recourbé 2- Virage abrupte d'un chemin 3- La personne sur laquelle on a un œil (qu'on est secrètement amoureux) | Vieilli et/ou d'usage régional en France, « croche » est le seul antonyme direct, tant aux sens figuré que littéral, du mot « droit ». Si une ligne n'est pas droite, elle est croche. Pareillement, si un homme n'est pas droit (honnête), il est croche. Notez que ce mot ne provient pas de l'anglais. Ex. : « Pour te rendre au village, tu vas prendre le gros croche au boute d'la rue, pis continuer un kilomètre.» Avoir un « croche » ou « crush » vient de l'anglais « crush » |
| Crosser / Crosseur Crosser (se)                                          | Baiser, arnaquer / Arnaqueur Masturber (se) | Ce terme appartient exclusivement, au sens propre, à l'argot, et au sens figuré, au langage courant. Le sens propre est sexuel et moins utilisé que le sens figuré. Dans quelques régions du Québec, il signifie littéralement baiser (à la différence qu'il n'a alors pas de complément direct) et, précédé de « se » ou suivi d'un complément direct, masturber. Mais plus simplement, partout au Québec, le sens premier est de (se /faire) masturber. Au sens figuré, il signifie arnaquer ou, par extension, mentir ou frauder. « Crosseur » signifie « arnaqueur ». |
| Créature (vieux)                                                         | Femme | Façon vieillotte et maladroite de dire « femme.» Ce mot a perdu en popularité depuis le mouvement féministe québécois. |
| Crème glacée (cornet / cône de...) / Crème à (la) glace                  | Glace (cornet de...) | « Miam ! Un bol de crème glacée au chocolat ». « Glace », au Québec, désigne toujours la version solide d'une substance habituellement liquide à la température ambiante, généralement de l'eau. Toujours utilisé au sens strictement chimique, jamais au sens figuré: ni ce qu'on consomme dans un cornet, ni ce qu'on utilise pour regarder son reflet, auquel cas on utilisera le mot miroir. Manger de la glace consiste à broyer dans sa bouche un cube de glace. |
| Culotte                                                                  | Pantalon | Non pas les sous-vêtements. (Note: l'utilisation de "culotte" pour parler de pantalons est surtout présente plus au nord du Québec. Pratiquement jamais utilisée dans la région de Montréal au sud.) |
| Culotte courte                                                           | Short | |
| Débarbouillette                                                          | Gant de toilette | Petit linge carré et texturé, à l'usage analogue au gant de toilette, qui ne fait cependant pas le tour de la main, et servant généralement à se nettoyer le visage. Ce terme en rare en France mais pas inconnu. |
| Débarrer                                                                 | Déverrouiller | Voir l'entrée « Barrer » |
| Débarque (n, f.)                                                         | Tomber, trébucher | « Prendre une débarque » signifie « trébucher » |
| Débarquer                                                                | Descendre d'un véhicule (ex. : de l'autobus, du métro, d'une voiture). Descendre d'un objet fixe (du lit, du perron / balcon, d'un divan / sofa (quand les pieds ne touchent pas le sol), etc. | |
| Défriser (ses cheveux)                                                   | Lisser (ses cheveux) | |
| Défriseur                                                                | Fer à lisser | |
| Dégoutter                                                                | Goutter | Couler goutte à goutte, d'usage littéraire en France. « L'eau dégoutte de son parapluie ». Ne pas confondre avec « dégoûter » (un T et accent circonflexe), inspirer du dégoût. |
| Déjeuner                                                                 | Petit déjeuner | Repas habituellement servi le matin. |
| Dîner                                                                    | Déjeuner | Repas habituellement servi le midi. |
| Dequoi / De quoi                                                         | Quelque chose | |
| Dispendieux, dispendieuse                                                | Qui coûte cher | Ce terme littéraire est très courant dans le parlé québécois, il est souvent considéré comme de niveau standard. |
| Drave (n. f.)                                                            | 1- Le charriage / transport de troncs d'arbres / billots de bois par un cours d'eau jusqu'à la scierie. 2- Faire un tour d'automobile (faire une drave) | Ex. : « On charrie d'la pitoune, su'a St-Maurice, juasqu'à mill » qui signifie « Nous charrions / transportons des billots de bois, par les eaux de la rivière St-Maurice, jusqu'à la scierie.» |
| Douchebag (argot moderne)                                                | Jeune homme bellâtre et superficiel habitué des salles de musculations | Le terme original américain douchebag désigne de façon générale une personne arrogante et manquant de considération au point d'en être détestable. Au Québec, sa connotation concerne une certaine apparence (bronzage presque abusif, t-shirt moulant style Ed Hardy, haut du corps musclés, etc) et un mode de vie considéré superficiel et matérialiste. (Pensez "Jersey Shore"). |
| Drette / Drouette                                                        | Droit, droite | L'expression « drette-là » (parfois prononcé « drè-là ») signifie « immédiatement » ou « ici ». |
| Souper                                                                   | Dîner ou souper | Repas habituellement servi le soir, vers 17 h 30. En anglais, les termes « supper » et « dinner » sont utilisés tous les deux pour désigner le souper. En France, le repas qu'on prend en soirée, souvent aux alentours de 19 ou 20 heures, lui est analogue. Par contre, en Belgique et en Suisse on dit « déjeuner », « dîner » et « souper », comme au Québec. |
| È /ɛ/ ou Est (on supprime simplement le pronom)                          | Univerbation de « elle est » | Ma matante Rita, è fine comme toute. « Ma tante Rita est très fine. » |
| Écarter (s')                                                             | Perdre (se) | |
| Écartiller                                                               | Écarter, écarquiller | Ex : « Il s'écartille les jambes.» ce qui signifie « Il s'écarte les jambes » ou « il s'ouvre les jambes » |
| Écrapoutiller / Écrapoutir                                               | Écraser | Ainsi, l'« écrapou » peut désigner le résultat de ce qui a été écrasé, par exemple la carcasse d'un petit animal mort sur la route. |
| Efface (genre féminin)                                                   | Gomme (genre féminin), gomme à effacer | Ce terme appartient presque exclusivement au langage courant. Notez que si en France, gomme sans précision aucune désigne une gomme à effacer, au Québec, c'est une gomme à mâcher (chewing-gum). |
| Effoirer                                                                 | Écraser | |
| Embarquer/Débarquer                                                      | Monter, Descendre (dans l'autobus, dans le métro, dans une voiture...) | En Europe « embarquer », intransitif, est utilisé uniquement dans le sens de « monter à bord (d'un vaisseau, d'un navire, d'un avion) ». |
| Endormitoire                                                             | 1- Envie de dormir 2- Quelque chose (discours, médicament , chanson, etc.) qui donne le goût de dormir. | Ex : « L'endormitoire me poigne !» qui signifie « J'ai envie de dormir ! » |
| Enfarger, (s')                                                           | 1- Trébucher, faire un croche pied, tomber, se prendre les pieds dans quelque chose, etc. 2- S'empêtrer dans des difficultés. | Du vieux français « enfergier ». Proche du champenois, « empierger ». Ex; « S'enfarger (les pieds) dans les fleurs du tapis » cette expression sert à décrire une maladresse. |
| Envoye ! / Enweille ! / Aweille !                                        | 1- Allez ! 2- Vas-y ! 3- Vient-en ! 4- Va t'en ! | Du verbe envoyer, |
| Épais / épaisse                                                          | Con / conne, idiot / idiote | « Con » et « conne » existent aussi au Québec et sont fréquemment utilisés, mais n'ont été adoptés que dans la deuxième moitié du XXe siècle, sous l'influence des films français. Ce terme argotique était inconnu au Québec avant la Deuxième Guerre mondiale. |
| Épouvante, partir en / Prendre épouvante                                 | Monter sur ses grands chevaux | Les deux expressions à image équestre coexistent au Québec. |
| Espadrilles, running shoe, shoe-claque                                   | Baskets, chaussures de sport, tennis | Le dernier proviendrait de Shoe Clark, un fabricant de chaussures britannique installée au Québec. |
| Étamper                                                                  | Tamponner, timbrer | |
| Êtriver (faire étriver)                                                  | Taquiner gentiment, pour faire fâcher et faire rire. | Vient d'un terme maritime qui signifie : faire croiser deux cordages, et les lier avec un troisième, couder des cordages. L'idée véhiculée est que lorsque l'on fait étriver quelqu'un, on le taquine, on le mêle, on le contrarie en le forçant à faire, en quelque sorte, des contorsions mentales. (Ce terme est de moins en moins utilisé) |
| Évacher                                                                  | 1- S'affaler, s'étaler sur une surface, occuper une surface exagérément en parlant d'un individu paresseux | Déformation du mot « avachir » |
| Fâchant, fâchante                                                        | 1- Le caractère fâcheux d'un individu ou d'une situation 2- Le caractère de ce qui provoque la colère | |
| Fesser                                                                   | Frapper | Contrairement à en France, son usage n'est pas restrictif à « asséner des coups francs sur les fesses à l'aide d'une verge,» mais de tout type de coup fait avec les bras ou les mains avec ou sans bâton ou verge. On peut fesser un objet ou une personne. Par exemple, « Pour me défouler, j'ai fessé dans mon oreiller » ou « Je m'en va le fesser, le p'tit morveux ! » |
| Fête /faɪ̯t/                                                              | Anniversaire | Dire que « ça va être [sa] fête » à quelqu'un peut signifier aussi qu'il va se faire battre ou qu'il est dans le pétrin - idem en France. |
| Fer plat                                                                 | Fer à lisser | |
| Fin, fine                                                                | 1- Gentil (fém. : gentille) 2- Raffiné(e) 3- Intelligent, rapide d'esprit. | Être fin ou être fine. Par exemple : « Il m'a donné 50 piastres. Y est vraiment fin ! » ou « Cette fille là, est fine comme toute ! » Ex. : « Y est-tu pas assez fin c't'enfant-là ? Y a comprit la twist ! » ce qui veut dire « N'est-il pas brillant cet enfant ? il a compris le principe ! » Dans ce sens, l'expression « fin finaud » est parfois utilisée (« finaud » signifie en français une personne cachant sa ruse). |
| Fin de semaine                                                           | week-end | |
| Flatter                                                                  | Caresser de la main qqn ou (surtout) un animal. | |
| Flots                                                                    | Gosses, enfants | Au Québec, « gosses » est seulement utilisé pour parler des testicules. Le verbe « gosser » signifie « énerver » ou « tanner » quelqu'un (« il me gosse »). Le verbe « gosser » peut aussi vouloir dire bricoler (patenter) quelque chose. |
| Fourrer / Se faire fourrer                                               | 1. Baiser / se faire baiser (vulgaire) 2. Prendre injustement avantage de quelqu'un / se faire avoir | « Fourrer » peut vouloir dire « tromper une personne », par exemple au cours d'une affaire financière, ou, d'une façon vulgaire, « faire l'amour ». |
| Foufounes                                                                | Fesses (quelque peu enfantin) | A inspiré le nom du célèbre bar et salle de spectacle Les Foufounes électriques à Montréal. |
| Frais chié                                                               | Prétentieux | On peut aussi employer le terme « frais » (ou l'anglais « fresh ») sans « chier ». |
| Frette                                                                   | Froid ou très froid | Souvent utilisé pour mettre l'accent quand il fait particulièrement très froid. Dans plusieurs régions « frette » est simplement le mot employé pour « froid.» |
| Froc                                                                     | Pantalon | Nom familier |
| Froque                                                                   | Manteau | « Enlève ta froque, y fait 30 °C dehors ! » « Froque » et « manteau » sont tous les deux utilisés. À ne pas confondre avec « Froc », mot masculin désignant familièrement un pantalon. |
| Gala /ɡalɑ/ ou /ɡalɔ/                                                    | Cérémonie, émission de variétés, soirée dansante | En français européen, le terme est cantonné à désigner une célébration (le plus souvent non retransmise à la télévision) avec une ou plusieurs célébrités |
| Glace                                                                    | glaçons | Au Québec, mettre des glaçons dans une boisson se dit « mettre de la glace ». Le sens synonyme de « miroir » est inconnu au Québec. Aussi en France « une glace » et « de la glace » se dit « une crème glacée » et « de la crème glacée » au Québec et au Canada francophone. |
| Garderie                                                                 | Crèche ou jardin d'enfants Utilisé aussi en français de France, mais sortant peu à peu de l'usage | Le terme administratif est Centre de la petite enfance. |
| Garnotte, gravelle, grenotte                                             | Gravier, gravats que constitue la route avant d'être pavée (si c'est le cas) | Au Québec Garnotte décrit aussi la qualité ou la puissance d'un tir d'un lanceur au baseball ou d'un hockeyeur. Exemples: Envoye-là ta garnotte ! Maurice Richard avait toute une garnotte ! |
| Garrocher / (se) garrocher (sur)                                         | Lancer, jeter / se jeter sur quelque chose (au sens figuré) Terme québécois d'origine dialectale (ouest de la France), dérivé de guaroc « trait d'arbalète » forme parallèle de garrot ; « bâton » Le mot « garrocher » était présent sous différentes formes dans les dialectes romans d'oïl. Voir entrée pitcher pour un synonyme                                                                                            | |
| Gâteau aux fruits                                                        | Cake (cet usage est proscrit au Québec, étant identifié exclusivement comme un anglicisme) | Au Québec un gâteau aux fruits signifie un cake en France. En France, un petit gâteau signifie un biscuit au Québec. Exemple (au Québec) : un gâteau Forêt-Noire. Un biscuit [de marque] Oréo. Dans le premier cas, le québécois calque sur l'anglais tandis que le français de France fait carrément emprunt, avec ellipse de « fruit ». Dans le second cas, c'est le québécois qui fait l'emprunt. |
| Gaz (/ɡaoz/)                                                             | Essence, carburant | De l'anglais gas. Ainsi, un « gaz bar » désigne une station-service (quelque peu vieilli) |
| Gazer                                                                    | 1- Mettre de l'essence dans son automobile 2- Faire des pets | |
| Crémage                                                                  | Glaçage | C'est le français de France qui calque sur l'anglais. |
| Gilet                                                                    | Chandail, pull, colle-roulé, sweats, etc | |
| 1- Gosses (mot féminin) 2- Gosser (verbe)                                | 1- Couilles « testicules » 2- Qui dérange, qui agace | Au Québec, ce mot est seulement utilisé pour parler des testicules ou pour dire que quelque chose nous énerve : « Il me gosse ! » – en France « il me casse les couilles » (très familier). Le terme gosses pour désigner les enfants, n'est pas utilisé au Québec, mais l'expression peut être comprise, en raison de la diffusion de films français où fourmillent les termes argotiques. Les humoristes québécois exploitent souvent cette différence lexicologique avec des dialogues du genre : (à Paris) « (Le Parisien) Avez-vous des photos de vos gosses ? – (Le Québécois) Heu, ... Non ! -- Vous devriez toujours voyager avec des photos de vos gosses ! – Ah oui ??? – Voulez-vous que je vous montre les miens ? – Non, pas vraiment, je n'ai pas encore mangé... » |
| Gosser (verbe)                                                           | importuner quelqu'un ou bidouiller, rafistoler, réparer. | Vient du vocabulaire technique du travail du bois avec un couteau ou un canif. Sous-entend souvent des essais-erreurs. « Je vais gosser sur mon projet. » |
| Gougounes (« Babouches » dans la région du Saguenay-Lac-St-Jean)         | Tongs, Claquettes (Chaussures de plage), sandales de plage | « J'vais chercher mes gougounes (babouches) et je reviens. » |
| Gomme (à mâcher)                                                         | Chewing-gum | Le terme anglais chewing-gum n'est que très rarement utilisé au Québec, autant à l'oral qu'à l'écrit, parce que considéré comme un anglicisme. En France le terme Gomme à mâcher est désuet et utilisé par certaines personnes âgées. « T'aurais de la gomme ? » |
| Grafigner / Grafignure ou grafigne                                       | Égratigner, érafler / éraflure | grafigner appartient au registre familier en français, mais est devenu d'un usage rare |
| Gratteux                                                                 | 1- Ticket à gratter (loterie) 2- Quelqu'un de radin, de pingre, d'avare | |
| Gricher ou Grincher                                                      | Interférences, friture, parasites (à la radio ou la télévision), grincer Grincher est le plus souvent utilisé pour le frottement des dents ensemble (« grincer des dents »). | Les verbes gricher et grincher, encore couramment usités dans la langue familière au Québec, sont un héritage des dialectes de France. Il s'agit à l'origine d'au moins deux verbes différents, dont l'un est la forme normanno-picarde correspondant au français grincer. Grincher est d'usage rare en français, cependant l'adjectif grincheux s'est imposé en français à partir XIXe siècle. Étant donné que l'usage de « gricher » et de « grincher » est senti comme relevant de la langue familière, il est préférable de les éviter dans un registre de langue neutre ou soutenu, en leur substituant notamment le verbe « grincer » (« grincer des dents »). Mais ce dernier ne peut remplacer systématiquement « gricher » dans tous les contextes. Ainsi, en parlant d'une ligne téléphonique, d'un appareil de transmission qui produit un bruit qui perturbe la réception du son, ou encore d'un disque, on pourra remplacer « gricher », ou son dérivé « grichage », en recourant entre autres aux verbes « grésiller » ou « crépiter », ou encore aux noms « parasites », « grésillement », « brouillage » (sonore ou visuel) et « friture ». |
| Guedaille                                                                | Voir guidoune | |
| Guidoune                                                                 | 1- Une femme aux mœurs légères 2- Une femme vulgaire, dont la tenue est obscène et le maquillage exagéré, une cagole, une bimbo | |
| Goût (de), avoir le                                                      | Avoir envie (de) | « J'ai le goût de faire un party pour fêter mes 16 ans. » |
| Habit                                                                    | Costard, veston cravate, smoking, tuxedo, etc. | |
| Habitant, habitante                                                      | Paysan | C'est un anglicisme dans ce contexte. Les Canadiens de Montréal sont souvent nommés les « habs » parce qu'à l'époque, les stéréotypes anglais voulait que les canadiens-français soient tous des paysans. |
| Haler                                                                    | Tirer | Ex. : « Hale la table au ras (de) toé » qui signifie « tire la table vers toi » |
| Hardi                                                                    | Fort, habile, travaillant, vaillant, courageux, audacieux | Assez commun au Québec et ayant des sens détournés de sa réelle définition. |
| Hâte, (avoir)                                                            | Espérer avec impatience | |
| Huard / Huart                                                            | 1- Plongeon imbrin ou plongeon huard (espèce d'oiseaux aquatiques) 2 - Pièce de 1 dollar canadien, sur laquelle figure cet oiseau 3 - Par extension, le dollar canadien | |
| Icitte                                                                   | Ici | |
| Innocent                                                                 | Imbécile | Le mot peut également prendre le sens approprié de « non coupable », en fonction du contexte. |
| Insignifiant                                                             | Imbécile | « Maudit insignifiant ! » |
| Itou / Itoo                                                              | Aussi, également | Contrairement aux croyances populaires, ceci n'est pas un anglicisme. Itou est français, bien que d'un emploi rare, sauf dans divers dialectes. |
| Ivressomètre                                                             | Alcootest, éthylotest | |
| Jambette                                                                 | Croche-pied | |
| Jaquette                                                                 | Robe de chambre | Du français jaquette avec spécialisation de sens |
| Jaser                                                                    | Parler, discuter, jacasser, piallier | Jaser n'est pas utilisé dans le sens péjoratif comme il peut souvent l'être en France. C'est une expression neutre. Lorsqu'on discute avec quelqu'un, on « se tape une jasette ». |
| Job /dʒɔb/ n.f                                                           | Travail, emploi, poste, boulot | Au Québec, le mot job est féminin à l'inverse du français européen où il est masculin. Exemple : « J'ai perdu ma job ! » ou encore : « T'as fais une maudite belle job ! » Même chose pour le mot business, employé au féminin : « Il a parti sa propre business ». Note : La règle régissant les emprunts de l'anglais, concernant l'attribution d'un genre au mot emprunté, est généralement à l'inverse de la France / Europe : masculin en France, féminin au Québec. |
| Jobine (/dZòbin/), n.f.                                                  | 1. Petit emploi dévalorisant, mac job 2. Petite tâche | |
| Joual                                                                    | 1- Cheval 2- Ancien dialecte de Montréal qui était un créole anglais-français particulier à cette région | Par extension, peut aussi désigner le parler familier du Québec, pas nécessairement celui de Montréal. |
| Joute (de hockey)                                                        | Partie | Vient de la joute équestre médiévale. Même au Québec ce terme est quelque peu vieilli. « Partie » et surtout « Game » (de l'anglais) sont plus souvent utilisés. Le mot « Match » est aussi souvent utilisé pour décrire une compétition sportive. |
| Kangourou                                                                | Sweat-shirt, sweater, sweat (ayant une poche ventrale) | Synonyme de « coton ouatté ». |
| Lâche, adj.                                                              | 1- Paresseux 2- Couard, peureux | |
| Lambineux, lambineuse                                                    | Quelqu'un de lent | |
| Laveuse (à linge)                                                        | Machine à laver | |
| Licher                                                                   | Lécher | |
| Linge, (du)                                                              | Vêtements | Le « linge » est toujours singulier, excepté pour l'expression : « des linges » (de petites serviettes). |
| Linge à vaisselle                                                        | Torchon (pour essuyer la vaisselle) | Pluriel : Des linges à vaisselle. |
| Liqueur /li.kaœ̯ʁ/                                                        | Boisson gazeuse, soda | On ne s'étonnera donc pas qu'une mère propose à ses jeunes enfants de boire de la liqueur. « Boisson gazeuse » est parfois utilisé. |
| Loyer                                                                    | Appartement, logis (à rente mensuelle) | Outre ses sens usuels. |
| Lumière                                                                  | 1- Ampoule 2- Feux de circulation | |
| Lutter                                                                   | signifie « se faire frapper / heurter par une voiture » | « L'autre jour, je me suis presque fait lutter ! » ou encore « Je conduisais tard la nuit et j'ai lutté un chevreuil. » |
| M'a / m'a ou J'va / j'vas                                                | Moi, je vais Je vais | |
| Magané                                                                   | En mauvais état, détérioré, épuisé, fourbu | Peut être utilisé pour un objet. Exemple : Sa radio est maganée / J'ai magané mon char. Peut être utilisé pour désigner une personne. « Elle a trop fêté hier soir, elle est pas mal maganée à matin. » Comme un verbe : « Arrête de maganer tes souliers ». |
| Magasiner, magasinage                                                    | Faire ses courses (excepté les aliments), faire les magasins, acheter, faire du shopping | Calqué du mot anglais « shopping ». On dit aussi « faire du magasinage ». Le shopping est un anglicisme jamais utilisé au Québec parce que considéré comme inutile, donc ridicule. À l'écrit, autant qu'à l'oral, on utilise le terme « magasinage ». |
| Mais que / Met que ou Mec / meck                                         | Quand | Ex. : « Mais que j'y aille », qui signifie « quand j'irai ». |
| Malle                                                                    | Courrier, la poste | En France, la malle-poste désigne historiquement un véhicule acheminant la poste |
| Marabout                                                                 | Qqn de mauvaise humeur, irritable | |
| (Prendre une) marche                                                     | Faire une promenade | |
| Matante                                                                  | 1- Tante 2- Femme kitsch, démodée 3- Vieille fille | |
| Marde                                                                    | Merde | |
| Maringouin                                                               | Moustique | « Moustique » est aussi utilisé au Québec, mais moins souvent que « maringouin ». Le français colonial a emprunté le terme au tupi en 1579 et il s'est répandu depuis dans l'ensemble de la Francophonie même s'il recule inégalement selon les régions devant « moustique » et « moustiquaire » empruntés à l'espagnol. |
| Médium                                                                   | Moyen | Pour les tailles de vêtements ou les cuissons. Vient de l'anglais "medium-rare" pour la cuisson d'un aliment, et de la taille M (medium) pour les vêtements. |
| Mémère                                                                   | 1- Comère 2- Personne qui ne cesse de parler | Peut aussi être utilisé dans le sens européen de grand-mère. |
| Menterie                                                                 | Mensonge | |
| Minou, Minoune                                                           | 1- chat, chatte, ma chérie 2- vieille voiture | « Minou » désigne un chat ou est utilisé comme surnom pour désigner sa petite amie, épouse ou son petit ami, mari. « Minoune » désigne la femelle du chat, mais surtout une vieille voiture en mauvais état, en décrépitude (synonyme de « bazou »). Minoune peut aussi être un euphémisme enfantin pour parler du sexe féminin. |
| Minoucher, (se)                                                          | Se caresser mutuellement | |
| Mitaine                                                                  | 1- Des moufles (avec doigts recouverts et séparés du pouce) 2- Une manille (gant) pour saisir un plat chaud du four (similaire à manique) 3- Un gant de gardien de but au hockey 4- Un gant pour attraper une balle de baseball | |
| Moé                                                                      | Moi | Écriture phonétique du moyen français et dialectal (Picardie, centre, nord-est) moi, moy prononcé [mwe][mwɛ] |
| Moppe                                                                    | Balai serpillière (en filaments et nom la serpillière en tissus), balai à laver, balai à franges | |
| Mononcle / (être) mononcle                                               | tonton, oncle / se comporter de façon grivoise | « Mon oncle » |
| Moulin à scie                                                            | Scierie | De l'anglais sawmill |
| Nettoyeur                                                                | Teinturier, blanchisseur, pressing (interdit au Québec parce que considéré comme un anglicisme inadmissible). | « Je vais aller porter ces vêtements-là chez le nettoyeur » Depuis le XIXe siècle, jusqu'à la première moitié du XXe siècle, on disait aussi : « Porter les chemises au Chinois », car il fut un temps où les établissements de nettoyeur étaient tenus par des Chinois qui étaient reconnus pour leur expertise à presser les cols de chemises en les durcissant avec de la fécule de maïs tel que la mode en dictait la coutume à l'époque. |
| Niaiser                                                                  | Se moquer de, dire/faire des idioties, faire le niais, prendre son temps (aux dépens de la hâte de quelqu'un d'autre) | Dire d'une personne qu'elle est « niaiseuse » signifie surtout qu'elle manque d'intelligence, alors que l'expression « arrête de niaiser » fait strictement référence au comportement. |
| Niaiseux, niaiseur / niaiseuse                                           | Quelqu'un qui fait le niais, quelqu'un qui prend son temps / qui est lent | |
| Ouaouaron                                                                | Grenouille-mugissante Grenouille-taureau | Ouaouaron vient d'un mot d'origine wendate. |
| Paqueté, (être)                                                          | Ivre, saoul, (être) | |
| Parlable / Parlabe                                                       | Décrit quelqu'un de raisonnable et d'apte à la conversation. | Cet adjectif s'emploie le plus souvent au négatif dans une figure de style pour désigner l'absence de lucidité d'un individu : « Jean, tu sais bien qu'après un verre il n'est pas parlable.» |
| Parlure                                                                  | Façon de parler ou de s'exprimer | Bien que ce mot soit désormais intégré dans les dictionnaires et qu'il soit de moins en moins utilisé, il demeure un mot typiquement québécois. De manière analogue, la « comprenure » est la faculté d'entendre, de comprendre. |
| Party (prononcé parté)                                                   | Fête, soirée | Emprunt à l'anglais |
| Patente                                                                  | Babiole, objet sans valeur, machin, bidule, truc, chose | Venant du vieux français, la patente était un brevet qu'accordait le roi à un sujet. Au Québec, on l'utilisait ironiquement, car un brevet n'est qu'un bout de papier qui nous donne des droits, souvent, sur un objet superflus qui n'est pas utile à la survie, mais dont la commercialisation est d'une grande valeur monétaire. |
| Peignure                                                                 | Coiffure | |
| Peinturer                                                                | Peindre une grande surface, généralement d'une seule couleur (pas une toile) | « J'ai peinturé ma maison hier. » n'a pas de sens péjoratif au Québec. En fait, peinturer fait référence à la peinture en bâtiment. Un peintre peut donc peinturer une pièce, un mur ou un meuble et faire un travail de grande qualité. Le mot peindre est utilisé exclusivement dans le sens de peindre une œuvre d'art. |
| Pénitencier                                                              | Prison, maison d'arrêt | Décrit plus précisément une institution carcérale sous juridiction fédérale (Canada) dans laquelle sont gardés les détenus ayant à purger une sentence de plus de deux ans. Les prévenus et détenus ayant une sentence de moins de deux ans sont gardés dans une prison sous juridiction provinciale. |
| Pentoute / Pantoute                                                      | Pas du tout | De l'expression française archaïque « pas en tout » qui est la négation de l'expression toujours vivante «en tout» Ex : « Préparons-nous en tout » v.s. « Nous ne sommes pas en tout préparés » ou « Nous avions en tout [...] » v.s. « Nous n'avions pas en tout [...] ». « Il ne veut rien faire pentoute ! ». S'écrit aussi « Pantoute ». En Acadie, on dit : « Pas en toutte. » À noter que « pas pantoute » a la même signification que « pantoute ». |
| Peser                                                                    | Appuyer | « Peser sur le piton » : « appuyer sur le bouton ». « Peser sur la suce » : « appuyer sur l'accélérateur ». Parfois prononcé péser. |
| Pet-de-loup                                                              | Vesse-de-loup | Rien à voir avec l'expression française découlant du personnage Petdeloup du roman La Vie publique et privée de mossieu Réac. |
| P'tit suisse                                                             | Tamia (rongeur), chipmunk | |
| Piastre (prononcé piasse)                                                | Dollars canadien ou américain | Mot d'origine espagnole qui témoigne du commerce triangulaire. |
| Pichou                                                                   | 1- Laideron 2- Chaussure de type ballerine pour femme | Vient d'un mot amérindien qui signifiait « lynx ». Les Canadiens ont donné le nom « pichou » à des mocassins (utilisés avec des raquettes) qui leur permettaient de se promener facilement dans la neige tout en restant au chaud, comme les pattes d'un lynx. Sa connotation négative de laideron vient du fait que ledit mocassin était cousu de façon grossière, ce qui lui donnait une apparence très moche. |
| 1- Piler (sur) 2- Piler (quelque chose)                                  | 1- Marcher sur... mettre le pied sur... 2- Empiler | |
| Piquetage                                                                | Piquet de grève | Des grévistes se réunissant à l'intérieur et aux alentours du lieu de travail font du piquetage. |
| Pitcher                                                                  | Lancer, jeter | Du verbe anglais to pitch. Voir entrée garrocher pour un synonyme |
| Piton, pitonneux, pitonneuse / pitonner                                  | Bouton (de commande), touche, télécommande / appuyer sur des touches. | Piton signifie « bouton». « Pèse su'l piton pour sonner à 'a porte ». Pitonneu(se) un garçon(fille) qui zappe beaucoup. Le mot pitonneuse ou pitonneux signifie aussi zappette. |
| Plein, (être) / bourré, (être)                                           | Avoir trop mangé | Peut signifier aussi « saoul » ou « riche ». « Être bourré » peut signifier la même chose en France. On parle aussi de « se bourrer la fraise », manger à satiété, le mot « fraise » référant à la face, le visage, le nez (à la cabane à sucre, par exemple). |
| Plote / Plotte                                                           | 1- Vagin 2- Fille facile | Ce mot vient du mot « pelote » qui désignait à une certaine époque, en France, les parties intimes tant d'une femme que d'un homme. Ce une image faisant référence aux poils pubiens puis par extension, aux parties intimes. Ce terme ne s'est conservé que sous le sens féminin au Québec. Quoi qu'il en soit, son emploi est péjoratif. |
| Pitoune                                                                  | 1- Superbe nana (non péjoratif) 2- Billot de bois, tronc d'arbre prêt pour la « drave » c'est-à-dire, son transport par flottaison, dans un cours d'eau, jusqu'à la scierie. | Exemple : « Check, la pitoune a des gros jos (seins)». En France, on dirait une fille canon. Peut désigner une fille/femme qui s'arrange pour une occasion. Le terme peut avoir un sens péjoratif (une pitoune pouvant être apparentée à une pétasse, mais rarement à une prostituée). On utilise aussi le terme plus respectueux de « pétard ». Décrit aussi le flottage de bois entre un site de coupe et une scierie ou une usine de pâtes et papiers. « Dans les années 1900, il y avait énormément de pitounes sur la rivière Saint-Maurice. » |
| Poigner (le «i» se prononce comme dans oignon) ou Pogner                 | Du verbe « empoigner ». Variable de prendre, avoir, « choper ». Utilisé de plusieurs façons, souvent dans le sens de « prendre », Être populaire, être populaire en amour. | Exemples : « Je suis resté pogné » (resté pris). « Je me suis pogné une liqueur » (s'acheter une boisson). « Ça pogne pas mal » (c'est populaire). « Cette fille-là, a pogne beaucoup » (se fait constamment draguer)! |
| Police (une)                                                             | Un policier, une policière | « Y avait une police qui guettait le magasin. » |
| Pouce (faire du)                                                         | Auto-stop | Viens du fait que l'on utilise le pouce pour faire de l'auto-stop. Le terme « auto-stop » n'est jamais utilisé au Québec, parce que considéré comme un anglicisme inadmissible. « J'ai fait du pouce et je me suis ramassé en Ontario ! » |
| Poudrerie                                                                | Neige soulevée et poussée par le vent (blizzard) Lorsqu'il tombe une neige fine très frivole | Est également utilisé dans les médias pour parler de météo. Ce mot existe réellement et peut être utilisé, comme le terme « courriel » l'est. En France, on utilise le terme "neige poudreuse". |
| PQ                                                                       | Parti québécois | Au Québec, ces deux lettres désignent le Parti québécois, ou plus rarement les initiales de la province de Québec (pratique vieillie. Les initiales « QC » étant généralement préférées). En Europe, PQ désigne du papier toilette. |
| Pinotte(s) / peanut(s)                                                   | 1- Cacahuète 2- Faible valeur (souvent en termes monétaires) 3- Comprimé illicite de méthamphétamine (argot moderne) | Voir aussi l'entrée « Arachide » pour un synonyme. |
| Présentement                                                             | Actuellement, en ce moment | |
| Questionner (se)                                                         | Interroger (s') | le fait de poser une question |
| Quétaine                                                                 | Kitsch | Soit de Queaton le patronyme d'une famille pauvre de St-Hyacinthe dont les goûts étaient discutables ou du mot anglais kitten probablement à cause de certains mouvements kitsch où les images de chatons prenaient une place importante. |
| Que c'est (prononcé : que cé) ou Quoi c'est (parfois prononcé : quo' cé) | Qu'est-ce que | Sous la forme interrogative : Quessé qu'c'est ça ?/ Quessé ça ?/ De quoi c'est ?, ou sous la forme exclamative/interrogative : Kossé ? (Quoi ? / Pardon ? / Vous dites ? / M'enfin !). Usage très répandu comme abréviation dans le clavardage (chat) et dans le texting lorsqu'on veut être drôle ou familier. Une forme vieillie va comme suit : « de quoi c'est ? ». |
| Raser                                                                    | Outre son sens habituel de couper des poils de près, raser signifie : Passer proche de... ou Presque [verbe d'action] Faillir [verbe d'action] | Le verbe « raser » vient du mot français « ras ». Bien qu'il ne soit pas encore considéré comme archaïque, ce verbe est de moins en moins courant en Europe, alors qu'il est toujours effervescent au Canada. Ex : « J'ai rasé lui dire ce que j'en pense ! » ou « J'ai rasé prendre une débarque ». Il est généralement suivi par une verbe d'action pour éviter la confusion avec son homonyme qui signifie « couper de près. » Par exemple la phrase « j'ai rasé la lisière des champs » pourrait être interprétée de deux façons, soit « j'ai coupé la lisière des champs » ou « j'ai marché le long de la lisière des champs ». Cependant, des expressions comme « j'ai rasé le mur » s'entendent encore, puisqu'il est peu probable que quelqu'un ait démoli un mur. |
| Ratoureux, ratoureuse (adj.)                                             | Personne rusée ou espiègle, qui est capable de manipuler, très subtilement, quelqu'un afin d'arriver à ses fins | |
| Rentrer                                                                  | Entrer, rentrer | Pour « entrer à nouveau », on utilise « rerentrer ». Phénomène aussi présent en français européen. |
| Robeur / robeux                                                          | Caoutchouc, pneu (au Lac-Saint-Jean) | De l'anglais rubber « caoutchouc ». « On va y coller du robeur en dessous pour qu'y glisse p'u. » « Il faut que j'aille au garage faire changer mes robeurs, ils sont finis. » Ainsi, une « botte de robeur » est une Botte en caoutchouc. |
| Robine                                                                   | Alcool fort et de mauvaise qualité | Calque de l'anglais rubbing (alcohol) littéralement « alcool à friction », ou isopropanol, que des clochards ont pu utiliser pour s'enivrer. Sentir la robine signifie « sentir l'alcool fort ». |
| Sacoche                                                                  | Sac à main pour femmes (uniquement) | La sacoche n'est pas unisexe au Québec. On préférera dire le mot sac tout simplement pour un sac masculin. |
| Safre / Sarfe                                                            | Goinfre, goulu, glouton, vorace | Ce mot existe encore quoique archaïque en France. |
| Secousse / Essecousse                                                    | Durée indéterminée. « Petite secousse » : temps assez court ; « bonne secousse » : temps assez long | Exemple : « Ça fait une bonne secousse. » « Ça fait un bon bout de temps. » Aussi « essecousse » (Est de Québec) |
| Service au volant / service à l'auto                                     | Drive | Panneau d'indication à l'extérieur des restaurants de restauration-rapide où les clients peuvent passer leur commande, payer et recevoir leur repas (emballé dans un sac) sans quitter leur voiture. |
| Siffleux                                                                 | Marmotte | |
| 1- Sortir (dans les bars) 2- Sortir (avec quelqu'un)                     | 1- Aller en boite de nuit 2 - Avoir des rendez-vous amoureux fréquents avec une personne, développer une relation amoureuse | Probablement un calque de l'anglais « going out » et « going out (with someone) » |
| Soudre                                                                   | Souder | |
| Souffleuse (à neige)                                                     | Sorte de chasse-neige qui, grâce à des lamelles, recrache la neige dans les airs pour en faire une colline quand on déblaye la neige. | |
| Stationnement                                                            | Parking | Parking est considéré comme un anglicisme admissible, surtout dans la signalisation routière. Car park ou parking lot sont les équivalents anglais ; parking ne peut pas être utilisé seul dans ce sens. |
| Sucette                                                                  | Suçon (ecchymose par succion sur le cou) | |
| Suçon                                                                    | Sucette (friandise sur bâtonnet) | Et inversement, « sucette », au Québec, a le sens du suçon européen. |
| 'Ta /ta/ ou /tɛ/                                                         | 'tait « était » | « Le p'tit gars du voisin 'ta malade comme un chien. » |
| Tataouiner                                                               | Manquer de célérité, tergiverser inutilement. | |
| Tataouinage                                                              | Tergiversations, hésitations, attachement aux détails futiles. | |
| Taouin                                                                   | Un idiot, un sot, un con | |
| Taponner                                                                 | 1- Bricoler, palper sans but précis 2- Rapport sexuel partiel et/ou exploratoire 3- S'adonner à la perte de temps | Exemples : Bricoler : « J'ai taponné après mon char. » Palper sans but précis : « Arrête de taponner les fruits ! » Rapport sexuel (euphémisme) : « On s'est taponnés toute la soirée. » Perte de temps/ou compliqué : « Installer une piscine, c'est du taponnage. » Entassé : « On était tout taponnés dans l'autobus. » |
| Tapon                                                                    | Un idiot, un con | Non pas comme le sens vieilli d'un linge ou d'une pièce de vêtement chiffonnée formant une sorte de bouchon. |
| Télézard                                                                 | Une personne passant la plupart de son temps libre devant la télévision | de télé + lézarder |
| Tête-heureuse /taɪ̯t‿øʁøy̯z/                                               | Imbécile heureux | |
| Tirer une bûche (se)                                                     | S'asseoir | Vient du temps où les coureurs des bois tiraient des bûches aux arbres pour en faire de quoi s'asseoir. |
| Toé                                                                      | Toi | Écriture phonétique correspondant à la prononciation du moyen français et dialectal (Picardie, centre, nord est) de toi, toy |
| Toton                                                                    | Déformation de « téton» | Le sein d'une femme, ou une personne idiote, comme dans : « T'es ben toton ! » (France : « Qu'est-ce que t'es con ! »). Par métonymie, ce nom peut aussi désigner familièrement le strip club : « Aller aux totons (aller au strip club) » . |
| Toutou                                                                   | Ours en peluche | En Belgique et en France (mais aussi au Québec), toutou est un terme familier qui désigne le chien. |
| Traversier                                                               | Bac, ferry | Ferry est considéré comme un anglicisme inadmissible. |
| Trôner                                                                   | Déféquer (en étant sur le « trône ») | Évacuer des matières fécales. |
| Tsé / T'sais                                                             | Tu sais | Est utilisé aussi en vouvoyant et pour reprendre son souffle durant la phrase. Exemple : « Vous savez l'gars qui fait d'la radio là, tsé, Bob Tremblay ; ben y m'doit quinze piasses ! » |
| Tu /t͡sy/                                                                 | Univerbation de « -t-il » | « -tu » s'utilise dans le même sens que « -ty » en France rurale. On l'emploie dans une phrase interrogative en tant que particule interrogative. Exemple : « C'est-tu comprenable ? » |
| Tuque                                                                    | Bonnet d'hiver | Tuque est une variante phonétique du mot toque. On explique la divergence de prononciation par une attraction paronymique en français canadien du mot tuque « colline pointue » |
| Turlutte                                                                 | 1. Chanson entraînante où l'on turlutte, une sorte de clappement de la langue. 2. Signification originelle: Pousser son cri, en parlant de l'alouette. 3. Au Canada français, technique de chant que l'on retrouve dans certaines musiques traditionnelles qui consiste à chanter de façon rythmique en utilisant des syllabes qui n'ont pas de sens. (ex : « Qu'est-ce qu'elle ferait avec moi ? / mon tiralire a lon lira ») | Expression popularisée par la chanteuse Mary Rose-Anna Travers, surnommée La Bolduc (1894-1941) dans la chanson « J'ai un bouton [su' l'bout d'la langue, qui m'empêche de turlutter]. » turlutte n'est utilisé en Europe qu'au sens strictement argotique de « fellation » et probablement en rapport avec la turlurette et le turlututu. L'usage argotique est tout à fait inconnu au Québec |
| Vadrouille                                                               | Serpillière | Le balai ayant une pièce de tissus gaufré pour laver les planchers et non la promenade. Le terme « vadrouille » dans le sens de promenade n'existe pas au Canada. |
| Vaillant                                                                 | Qui travaille beaucoup, qui met de l'énergie à l'ouvrage | Ce terme est de niveau littéraire en France et y est très peu employé, au Québec, c'est un terme assez fréquent et est souvent considéré comme étant du niveau de langue standard. |
| Varger                                                                   | Marteler de coups, frapper fort et avec acharnement | Vient du fait qu'autrefois, les professeurs et les directeurs d'écoles québécoises punissaient les élèves turbulents ou qui échouaient à un examen en leur donnant la fessée à l'aide d'une verge ou d'un bâton (parfois une ceinture). |
| Vidanges, Les Monstres                                                   | Ordures, poubelle, rebuts | Le terme le plus fréquemment utilisé est tout de même « poubelle ». Exemple : Va mettre les poubelles (ou vidanges) au chemin. Les monstres désigne les gros rebuts et/ou l'équipe qui collectes les gros rebuts. Exemple : « C'est quand qu'les monstres vont passer? », « Demain, c'est le jour des monstres. » |
| (Lâcher un) wack                                                         | Pousser un cri | Est utilisé pour pousser un cri de surprise. Exemple : « Quand y'est entré dans les toilettes sans frapper, j't'ai lâché un wack ! », ou pour appeler quelqu'un. Exemple: « Si tu veux de l'aide, tu m'lâcheras un wack. » |
| Y /i/                                                                    | 1. « il(s) », pronom sujet au singulier ou pluriel 2. (aussi yé), univerbation de « il est » 3- -lui (comme dans « dis-lui » → « dis-y ») | 1. « Le chien du voisin, y mange de tout ». 2. « Mon petit frère, y est malade comme un chien ». |
| Yabe - yâbe ou Yable - yâble                                             | Diable | Dire d'une individus que « ce n'est pas un mauvais yabe » revient à dire qu'il n'est pas un mauvais bougre, c'est-à-dire une mauvaise personne. |
| Yeule                                                                    | Gueule | Principalement utilisé dans le sens de « ta geule » |
| Yeux, Yeuse                                                              | 1- Dieu, Déesse 2- Gueux, gueuse | Ex. : « Bon Yeux ! » se traduit « Bon Dieu ! » Ex. : « Pauvre yeux ! » ou « Pauvre yeuse » se traduisent « Pauvre gueux ! » ou « Pauvres gueuse ! » Il se pourrait que ce rapprochement entre les gueux et Dieu ne soit pas anodin, puisque les québécois ont été longtemps un peuple très pieux et très pauvre. |
| Zigonner                                                                 | 1- Perdre son temps, tergiverser 2- Apporter de petites réparations ou modifications à un objet ou chose 3- Ennuyer, lasser qqn | |

## Traits typiques du lexique québécois

### Termes sans comparaison
- 30 sous : expression québécoise qui désigne une pièce de 25 cents. Après la colonisation de la Nouvelle-France, la monnaie britannique fut introduite dans la nouvelle colonie britannique. À ce moment, une livre britannique valait 120 sous, donc la pièce d'un quart de livre valait 30 sous. Depuis ce temps, et ce, même après la mise en place de la monnaie canadienne, une pièce de 25 sous (un quart de dollar) est appelé un 30 sous. L'expression « Quatre trente sous pour une piastre! » désigne le fait de faire un changement en obtenant pourtant le même résultat.
- Pitoune : le terme « pitoune » est d'origine québécoise et désigne d'abord un tronc d'arbre jeté à l'eau pour son transport vers une usine de papier. Par dérivation, il est devenu un qualificatif très familier applicable à une jeune fille jolie.

Ce mot tire son origine de la manière, par les Britanniques, de désigner les campements des canadiens-français. Ils appelaient ceux-ci les happy town (« joyeuses villes ») d'après la jovialité et la quantité de fêtes célébrées.
Dans certaines régions telles que l'Abitibi-Témiscamingue, l'expression jouer à la « pitoune » fait référence à jouer au hockey sur glace chaussé de bottes au lieu de patin.
Pitoune est aussi le nom donné à une attraction aquatique du parc montréalais La Ronde.
Ce terme est également utilisé pour désigner des rondelles de plastique utilisées pour marquer les numéros dans les jeux de bingo, aussi appelées « pinouches ».
- Sloche (de l'anglais « slush », prononcé /slɔtʃ/ ou simplement /slɔʃ/, selon les régions) :
  - Neige fondante mêlée au sel de déglaçage, dans la langue orale familière. L'Office de la langue française a préconisé l'utilisation du terme « gadoue » qui fait pourtant référence à la boue ailleurs en francophonie, toutefois le terme uniformisé par le Comité d'uniformisation de la terminologie aéronautique (CUTA) est névasse[21]. Il est utilisé par plusieurs auteurs comme Marco Mirone[22] et les organismes officiels fédéraux[23].
  - Boisson fruitée consommée durant l'été et composée de glace concassée et de sirop à saveur artificielle de fruits (ou de vrais fruits) (voir Barbotine). En France, c'est du granité.
  - C'est aussi la marque déposée utilisée par Alimentation Couche-Tard pour sa sloche.

### Préservations de formes
De nombreuses différences entre le français québécois et le français européen proviennent de la préservation de certaines formes aujourd'hui archaïques en Europe.
- Une cour est un « jardin » (en France, le mot « cour » n'a pas ce sens).
- Le mot breuvage est utilisé pour boisson en plus de ce dernier terme ; la vieille forme de ce mot en ancien français a donné le mot anglais beverage. Breuvage peut être utilisé en français d'Europe, mais il a généralement une nuance parfois péjorative ou précieuse. De plus, le terme « boisson » est plutôt utilisé au Québec pour désigner une boisson alcoolisée (de la boisson).
- Piastre /pjas/, terme argotique pour un dollar canadien (équivalent de « balle » en France) est en fait le mot originellement utilisé en France pour le dollar américain ou espagnol. Le même mot est employé en Louisiane et en Haïti au sens d’un dollar américain.
- Le mot couple est un nom masculin en français, mais au Québec il est également utilisé comme nom féminin dans des expressions telles que une couple de semaines. On pense souvent que c’est un anglicisme, mais il s’agit en fait d'un reste de français archaïque. Cette confusion n'est cependant pas si erronée, étant donné que la langue anglaise elle-même inclut des archaïsmes français et normands (par exemple la prononciation du digramme ch à l'initiale en /tʃ/).
- Frette est issu d'une forme dialectale (Poitou, prononciation identique) correspondant à froid en français. Ce mot signifie qu’il fait très froid. Il est du registre parlé.

### Modification de sens
Au Québec, d'autres mots ont, par ailleurs, subi un glissement de sens tel qu'ils ont un sens différent de celui ayant cours en France :
- « lunatique » désigne une personne distraite, qui est « dans la lune » ;
- « branler » signifie « masturber » en français européen et québécois mais possède également des sens variants. Il veut dire « se déplacer lentement », par extension « hésiter » (« branler dans le manche »), au Québec, tandis qu'en France, ce terme signifie « perdre son temps à ne rien faire ». « Branler » garde son sens primitif de « remuer en balançant » au Québec, comme la queue d'un chien lorsqu'il est content ;
- « jaquette » désigne une chemise de nuit ou une chemise d'hôpital, une sorte de veste en France ;
- « turluter » désigne un style de chant folklorique en québécois tandis qu'elle est utilisée comme terme humoristique pour désigner une « fellation » en France
- « gosses » ; en France, il s'agit d'enfants, tandis qu'au Québec, le mot signifie « testicules ».

Certains glissements proviennent de l'influence de l'anglais : « supporter » signifie entre autres « réconforter, soutenir (le moral) ».

### Modifications non sexistes
Le français québécois a une approche d'avant-garde en ce qui concerne le langage épicène. Les formes féminines d'appellation d'emploi sont courantes au Québec depuis les années 1980. Le but est de rendre justice à chacun et chacune en utilisant la variante en genre conformément au sexe de la personne en cause. On évite aussi de cette façon de suggérer qu'une profession particulière est avant tout masculine. Des formes qui seraient perçues comme étant très inhabituelles et agressivement féministes en France sont communes au Québec, comme « la docteure », « la professeure », « l'écrivaine », « la mairesse », « la première ministre », « la gouverneure générale ». Nombre de ces formes ont été officiellement recommandées par des agences régulatrices variées. L'Europe francophone adopte de plus en plus cet usage avec, par exemple, des emplois officiels autrefois essentiellement nommés au masculin (ex. « Madame la ministre »).
De plus, en écartant l'usage du masculin incluant le féminin (le masculin étant traditionnellement considéré un genre non marqué ou neutre), il est relativement commun de créer des doublets, en particulier pour des discours inclusifs : « Québécoises et Québécois », « tous et toutes », « citoyens et citoyennes » Autre exemple : L'Ordre des Infirmières et Infirmiers du Québec (OIIQ).
On notera au passage que Charles de Gaulle ouvrait ses discours par « Françaises, Français » : il fut le premier à le faire, et fut en cela suivi par ses successeurs. Avant-guerre, l'usage était inverse : « Français, Françaises » .
En outre, une association au Québec, plutôt que d'utiliser soit « professionnels » (masculin seulement) ou « professionnels et professionnelles » (masculin et féminin), a décidé de promouvoir un néologisme épicène sur le modèle de « fidèle », en se nommant la « Fédération des professionèles ». Cela a toutefois déclenché un débat animé et reste une forme plus que marginale d'écriture se voulant non sexiste du français québécois.
D'un autre côté, en discours familier, certains marqueurs féminins se perdent ; par exemple, la forme « y » (dérivée de « ils ») est souvent utilisée à la fois pour « ils » et « elles ».
Au Québec, et plus généralement au Canada, on évoque plutôt les droits « de la personne » (faisant référence à la Charte des droits et libertés de la personne, charte propre au Québec) plutôt que les simples droits « de l'Homme ». D'ailleurs, le mot humain remplace de plus en plus le mot hommes (au sens d'êtres humains), ce dernier ne désignant de plus en plus que les humains de sexe masculin.

### L'informatique
L'Office québécois de la langue française propose des équivalents français pour les termes techniques et usuels anglais en informatique ; l'emploi de ces termes varie selon l'environnement de travail, le bilinguisme français-anglais des utilisateurs et l'habitude d'éviter les anglicismes. Ainsi, au Québec, l'Office prône l'emploi de courriel au lieu de e-mail (terme officiellement recommandé aujourd'hui en France et dans certains cantons suisses, notamment Genève), pourriel au lieu de spam mail, polluposteur ou pourrielleur au lieu de spammer, pollupostage ou pourriellage pour spamming, clavardage et clavarder au lieu de chat et to chat, baladodiffusion et balado (fichier) au lieu de podcasting et podcast, hameçonnage au lieu de phishing, espiogiciel au lieu de spyware, la forme francisée blogue, etc.
Les Québécois ont emprunté quelques mots de leur vocabulaire à l'anglais, mais aussi, de relativement nombreux mots aux langues amérindiennes (le mot Québec est d'ailleurs un emprunt fait à une langue autochtone et signifie « là où le fleuve se rétrécit »). Plusieurs mots ou locutions sont aussi nés de troncages des mots ou des suites des déformations phonétiques.
La plupart des emprunts anglais sont surtout utilisés dans les grandes régions urbaines, comme Montréal, ou dans les régions limitrophes des frontières américaines ou des autres provinces canadiennes anglophones.

### Termes nautiques
Un certain nombre de termes possédant dans d'autres régions francophones un sens strictement nautique sont utilisés dans des contextes plus larges au Québec. Ceci est dû au fait que, jusqu’à l'arrivée du chemin de fer et des liaisons routières, le seul moyen de transport était la voie fluviale du Saint-Laurent, autour duquel la majorité de la population est, encore aujourd'hui, située. Par conséquent, le Québec a une forte tradition maritime : malgré un quart de millénaire d'occupation britannique, le français est toujours demeuré et demeure encore la langue utilisée par les pilotes sur le Saint-Laurent.
Par exemple, le mot débarquer est employé au Québec pour indiquer la sortie hors d'un moyen de transport (voiture, ascenseur, etc.) et embarquer pour l'opération contraire. De plus, il n'est pas rare d'entendre les locuteurs plus âgés ou situés en milieu rural utiliser haler au lieu de tirer, virer au lieu tourner; les vieux bricoleurs font des « radoubs » sur leur maison. On disait aussi « dégréez-vous » pour dire aux invités d'enlever leurs manteaux. Un « gréement » désigne un objet quelconque (bidule). Également, les termes « monter à/descendre à » sont utilisés pour parler d'un voyage d'une ville vers une autre. À l'origine, cela suivait la direction du courant du fleuve St-Laurent (ou autre cours d'eau majeur selon la ville). Ainsi, on dirait « descendre à Québec » si on vient de Montréal ou « monter à Québec » si on vient de Rimouski par exemple. On pourrait également dire « descendre à Québec » si on part de la ville de Chicoutimi, en faisant référence cette fois au cours de la rivière Saguenay. Mais de nos jours, monter et descendre sont utilisés dans un sens comme dans l'autre sans que la direction du courant ait d'importance. Le poète et chansonnier (faiseur de chansons) Gilles Vigneault a tout un vocabulaire de pêche fluviale, alors que Félix Leclerc a celui du paysan de l'île d'Orléans.

### Morphologie dérivationnelle
Certains affixes se retrouvent plus fréquemment au Québec qu'en France, en particulier le suffixe -eux (provenant du dialecte normand) qui possède un certain sens péjoratif : téter → téteux (lèche-cul) ; niaiser → niaiseux (idiot, agaçant) ; obstiner → obstineux (ergoteur, argumentateur) ; pot → poteux (consommateur ou revendeur de marijuana, « pot » (prononcé /pɔt/) signifiant « marijuana »).
On retrouve aussi fréquemment le suffixe -age, qui désigne l'action de, sans sens péjoratif : magasiner → magasinage, voyager → voyageage, niaiser → niaisage.

### Anglicismes, archaïsmes, calques et emprunts

#### Forme et francisation
La prononciation des emprunts à l'anglais dépend fortement à la fois de son contact avec la communauté anglophone et de la lexicalisation associée au mot.
Ainsi, un mot lexicalisé aura une prononciation francisée, s'adaptant à la phonologie et à la phonétique du français. C'est le cas des mots tels bécosse et van (prononcé vanne). Un emprunt non lexicalisé, tels washer et running shoe, pourra être prononcé avec un accent américain, selon l'accent propre du locuteur. La lexicalisation dépend surtout de la tradition, de l'habitude et de l'idiolecte.
Cette règle dépend alors du contact du locuteur avec la langue anglaise (influence de l'idiolecte). Un francophone qui est peu en contact avec des anglophones ou des francophones bilingues aura tendance à tout franciser phonétiquement. À l'inverse, un francophone fortement exposé à l'anglais aura même tendance à retourner à la prononciation anglaise. Dans ce dernier cas, van retrouverait sa prononciation originale. On peut parler ici d'hypercorrection. Par exception, bécosse resterait cependant francisé, l'emprunt étant pratiquement complètement lexicalisé, en témoigne l'orthographe.
Lorsque le mot est grammaticalisé, tels les verbes toaster et caller, l'emprunt peut perdre définitivement sa prononciation anglaise, même chez le francophone anglophile. La logique derrière cette perte est que le mot subit la grammaire française comme n'importe quel autre mot : il n'est plus anglais, mais québécois. Leurs mots-source respectifs toast et call conservent cependant leurs prononciations variantes. À noter que la grammaire anglaise ne s'applique pas. (Il n'y a pas de grammaticalisation philologique.) Ainsi, on ne dira pas « des washers » en prononçant le s final. Un ‹ s › serait ajouté à l'écrit, mais la prononciation suivrait la règle française. Cependant, running shoe ayant été emprunté comme un mot au pluriel (singulare tantum), on pourra rencontrer le terme avec un s prononcé à l'anglaise /z/.
Certains mots du français utilisé au Québec sont également archaïques et désuets par rapport au français moderne international. Devenus désuets aux XVIIIe et XIXe siècles en France, les mots tels que pocher, galipote, charrue et magané peuvent encore se rencontrer dans le lexique québécois. Leur utilisation, par contre, a radicalement diminué depuis les vingt dernières années, mis à part magané, et continue de diminuer encore aujourd'hui. Les mots sont courants chez les tranches les plus âgées de la population.
D'autres mots, tels côte et coteau sont venus du français artisanal des premiers colons de la Nouvelle-France et sont bien ancrés dans l'histoire du Québec. On en fait un emploi très courant de nos jours, surtout au niveau cadastral, pour ainsi souligner l'héritage français sur l'ancienne colonie.

#### Table du lexique
| Mot ou expression                                                      | Origine | Signification | Explication/exemple |
| ---------------------------------------------------------------------- | --- | --- | --- |
| Anyway, enniwé                                                         | Anglais anyway | De toute façon | « Je voulais aller là anyway. » |
| Anorak                                                                 | inuit | Manteau court à capuchon | |
| Astheure, asteur (prononcé [astaœ̯ʁ])                                   | À cette heure | Maintenant | « Astheure, qu’est-ce qui va arriver ? » « Il fait noir de bonne heure astheure. » |
| (En) avoir son voyage                                                  | | Être fatigué, voire écœuré de quelque chose. Ou être très surpris (variante sans le « en ») | « J'en ai mon voyage de t’entendre ! » « Elle est enceinte ? Ah ben ! J’ai mon voyage ! » |
| Awaye /awɛj/, enwaye /ãwɛj/, awé /awe/                                 | Envoye (conjugaison archaïque de l'impératif 2e personne singulier du verbe envoyer) | Vas-y, allez-y | « Awé, appelle le taxi. » |
| Barniques                                                              | Du vieux français « bernicles » et du breton « bernic » | Lunettes | Souvent péjoratif : lunettes peu esthétiques, le plus souvent par leur taille |
| Batterie                                                               | Anglais : Battery Employé dans le sens de « pile », batterie est un anglicisme. Par contre, si le terme est utilisé pour désigner la réunion d'éléments générateurs d'électricité du même type, alors il est accepté en français. | Pile sèche, électrique | |
| Bicycle (prononcé /be.sɪk/ ou /bɪ.sɪk/) (familier)                     | Anglais bicycle (bicyclette) | Bicyclette, vélo | Un « bicycle à gaz » : une moto (familier) |
| Bécosse                                                                | Anglais : back house, qui vient aussi de l’allemand Backhauss | Toilette extérieure, sanisette. | |
| Ben /bẽĩ̯/, bein /bẽĩ̯/, bin /bẽĩ̯/, bè /bɛ/                              | déformation / contraction de Eh bein, Calque de well en anglais | 1. Bon, eh bien, eh donc 2. lorsque se place au début d'une phrase, signifie l’opposition ou la négation (analogue de mais) 3. Peut aussi prendre les sens beaucoup, très et extrêmement, tout dépendant du contexte. | « Eh bein, on verra ! » « Ben là, tu m’fais chier. » « Bè non ! » « J’ai ben de la monnaie. » « Je t’aime ben fort. » |
| Bizoune                                                                | Ancien français | Sexe masculin (Aussi appelé pénis ou graine) | |
| Bombe (vieux)                                                          | | Bouilloire | Par analogie de forme : une femme aux formes avantageuses en France |
| Botch, boutch, boutte                                                  | Anglais butt | Mégot de cigare, cigarette | |
| Botcher                                                                | | Mal faire, faire à la hâte. | « Il a botché son travail. On devra tout recommencer ! » |
| Brailler                                                               | Ancien français | 1. Pleurer 2. se plaindre, se lamenter 3. crier après | 1. « Quand même tu brâillerais à journée… » 2. « Il est jamais content, il brâille toujours. » 3. « il crie après sa mère. » |
| Branler                                                                | | 1. Hésiter 2. lambiner, traîner 3. (se) masturber | Branler dans le manche |
| Branleux(euse)                                                         | | Personne hésitante, lambineuse | « Avance, branleux ! » |
| Brassière                                                              | Ancien français | Soutien-gorge | |
| Buck (prononcé /bɔk/)                                                  | | Gibier mâle. | « Je viens de tuer un gros buck de 12 pointes ! » |
| Caller (prononcé /kɔ.le/)                                              | Anglais (to call) | Appeler. Aussi : Animer une danse traditionnelle par l'indication des figures à effectuer. Chasse : Imiter le cri d'un animal pour l'attirer. | |
| Campe                                                                  | | (Canada) (Acadie) Maison primitive, cabane, souvent bâtie avec des troncs d’arbres non équarris, bois rond. Abri forestier. Le « e » final est prononcé. | |
| Caler                                                                  | | 1. Boire à fond, finir le verre rapidement (généralement en une gorgée). 2. renfoncer, s'enfoncer | 1. Se dit aussi « finir d’une shotte » ou « d'une traite ». 2. Caler dans la neige |
| Canceller                                                              | Ancien français : chanceler, barrer, cloîtrer et de l’anglais to cancel | Annuler | « J’aimerais canceller ma commande » |
| Canard (vieux)                                                         | De bec de canard (lampe), désigne une bouilloire ayant la forme de ladite lampe. | Bouilloire | Par analogie de forme et de son. N’est utilisé que dans quelques régions. |
| Cave (adjectif et nom)                                                 | | Idiot, imbécile | « T’es vraiment un beau cave. » |
| Cédule                                                                 | Provient du mot anglais schedule | Horaire | |
| Char (prononcé /ʃɑɔ̯ʁ/)                                                 | Français : de l’ancien français charriote (XIIe siècle, du latin carrum (chariot) | Voiture (automobile). Anciennement, les gros chars étaient les trains, les petits chars, les tramways. Dans ces acceptions, char est un calque emprunté à l'anglais. | |
| Charrier                                                               | | 1. Exagérer 2. Transporter une grande quantité de choses ou une lourde charge | |
| Charrue                                                                | Ancien français vulgaire | 1. Prostituée (surtout âgée) 2. femme rustre, sans éducation, sotte 3. femme laide, répugnante, dégoûtante 4. Chasse neige (utilisé pour déneiger les routes et chemins, l'hiver, à cause de la forme de la lame en avant) | « Tu vas tu encore sortir avec c’te charrue ? » |
| Checker ou tchéquer                                                    | Anglais | Regarder, vérifier (contrôler) (selon le contexte) | « Check moi le touriste là-bas » « Check [la pression de] mes pneus ». Aussi parfois utilisé pour contrôler, vérifier en France. |
| Chialer (prononcé /ʃjɑːle/ ou /ʃjɔːle/)                                | Ancien français | Se plaindre | Ailleurs dans la francophonie : pleurer (familier) |
| Chique, chix (prononcé /tʃɪk/)                                         | Anglais chick | Belle femme, belle fille, très jolie et ravissante, parfois même sexy | « Ta sœur est une vraie chique ! » |
| Chou-claque                                                            | Anglais (shoe-clack) | Basket tennis, chaussures de sport | « J’aime bien jouer au hockey dans la rue avec mes nouveaux chou-claques. » |
| Coat (prononcé /koʊt/)                                                 | Anglais | Manteau | « Les motards ont tous des coats de cuir. » |
| Coaltar (prononcé /kal.tɑːʁ/ ou /kal.tɑɔ̯ʁ/)                            | Anglais, de coal (charbon) et tar (goudron) | type de goudron | « Être dans le coaltar », être confus, mal réveillé Aussi utilisé en France. |
| Colon                                                                  | Ancien français pour les habitants d'une colonie | Homme sans manières, sans éducation, idiot, rustre | « Mon voisin est un vrai colon ! », En France : sauvage, beauf |
| Cool (prononcé /kuːl/)                                                 | Anglais | Chouette, génial, parfait, superbe, super, | « Les vacances, c’est cool. ». Utilisé en France |
| Cooler (prononcé /kulɚ/)                                               | Anglais | Glacière, anciennement congélateur. | |
| Coqueron                                                               | Anglais (cook room) | Remise, appentis, endroit exigu | |
| Côte                                                                   | Mot anciennement utilisé pour désigner un « rang » seigneurial dans le découpage territorial de la Nouvelle-France | 1. Pente 2. Rue principale formée à partir de l’ancien chemin du rang | Le chemin de la Côte Saint-Antoine (Montréal), prononcé simplement « la Côte-Saint-Antoine' » |
| Coudon, coudonque[réf. nécessaire]                                     | Simplification des mots écoute donc | Voyons, tiens, voilà | « Coudon ! Je l'ai pas vue, celle la ! » |
| Cour                                                                   | | Jardin | « Allez jouer dans cour, les enfants. » |
| Créature                                                               | Vieux sens du mot | Femme, fille, adolescente | « Quelle belle créature ! » (se dit d’un homme qui manque de masculinité). Utilisé en France pour une belle femme qui paraît inaccessible. |
| Crosse                                                                 | Vieux sens | 1. Injustice, trahison, menterie 2. Hockey sur l’herbe | « C’est d’la crosse ! » « Veux-tu aller jouer à la crosse avec nous ? » |
| Crosser (se)                                                           | Vieux sens | 1. Duper, trahir, (se) faire avoir ou (se) faire baiser 2. Se masturber | « On s’est fait crosser encore ! » |
| Couverte ou Couvarte                                                   | | Couvre-lit, plaid | |
| Cutex                                                                  | Cutex, marque de commerce | Vernis à ongles | |
| Dash (se prononce /datʃ/ ou /daʃ/)                                     | Anglais | Tableau de bord (automobile) | « Les clés sont sur le dash » |
| Dégueux, dégueulasse                                                   | | Dégoûtant, répugnant, laid | « Berk ! C’est dégueulasse ! ». Même sens en Europe auquel s'ajoute un second sens : injuste (familier). |
| Dépanneur                                                              | Du verbe « dépanner », venir à la rescousse | Petite épicerie du coin de la rue, supérette | |
| Dérenneché                                                             | Anglais to wrench | Usé, délabré, brisé, abîmé, en mauvais état, etc. | |
| Drab ou drabe                                                          | Anglais | 1. Beige 2. Sans vie, sans relief, sans intérêt | |
| Drette (familier)                                                      | Régionalisme français du XVIIIe siècle, | Droit (encore entendu en France dans certaines campagnes de Vendée-Poitou), à droite (par opposition à gauche) ou encore, sans délai, tout de suite. | « C'est drette en avant de toi. » « Tourne à drette. » « Pas demain, drette là ! » |
| Éfouèrer, afouairer                                                    | | Écraser (s'éfouèrer : s'écraser de façon disgracieuse sur un divan par exemple) | |
| Enfarger, s'enfarger                                                   | du champenois : empierger, s'empierger | Faire trébucher, trébucher | |
| Enfirouâper                                                            | Dérivation de sens, de l’anglais « in fur wrapped » (enveloppé de fourrure) | Tromper, duper, avaler, se faire attraper | « Je me suis encore fait enfirouâper ! » |
| Embrailler                                                             | | Accélérer, démarrer, s'utilise aussi comme awaye (pas seulement en parlant d'automobile) | Souvent à la suite d'une demande ou d'un ordre : Allez/Awaye, embrailles ! (Allez, accélères!), Embraillez ! (Allez !) ou un ordre sous forme de question : Awaye, t'embrailles-tu ?                                                                                           |
| Épicerie(s)                                                            | | Emplettes, courses | « Je vais aller faire l’épicerie. » (« Je vais faire les courses »). |
| Faque, fèque                                                           | (Qui) fait que | Alors, donc, de cette manière | |
| Flashlight                                                             | Anglais | Lampe de poche | Anglicisme de moins en moins utilisé. |
| Foufounes                                                              | De l’enfantin frou-frou | Fesses | Ailleurs dans la francophonie, employé au singulier : désigne le sexe féminin. |
| Frette                                                                 | Ancien français fraide | (Très) froid | « Y fait frette à matin ! » |
| Fucker, Fucké (non péjoratif) (prononcé /fɔ.ke/)                       | De l'anglais Fuck | Fou, bizarre, étrange, absurde | « C'est bin fucké ça ! » (non péjoratif) |
| Foquer le chien, foquailler, foquaillage                               | | Chercher les problèmes, semer le trouble, bâcler, flâner | « Arrêtes de foquer l'chien ! » (non péjoratif) |
| Fuse (prononcé fiouze)                                                 | Anglais | 1. Fusible (dans un tableau d'alimentation électrique) 2. Flatulence n'émettant pas de sons, mais qui est trahie de par son odeur | 1. Anglicisme de moins en moins utilisé (sauf dans sauter une fuse = péter les plombs). En France Fuse (du verbe fuser) qui va dans tous les sens. |
| Fun (prononcé /fɔn/)                                                   | Anglais | 1. Fun (nom) : « plaisir » 2. Le-fun (adjectif) : « plaisant, agréable » | 1. Avoir un fun de bossu = avoir un plaisir fou. C'est une fille le-fun que j'ai sorti hier avec. |
| Galerie                                                                | | Balcon | |
| Galipote (courir la) (vieilli)                                         | Ancien français | Chercher à séduire ou vivre dans la débauche, voire courir au-devant des ennuis | |
| Garnotte(s)                                                            | Ancien français | Gravier, (garnotter : lancer vivement un projectile) | |
| Gosse(s)                                                               | Usage déformé du contexte de la progéniture (à l'initiale signifiant les enfants de quelqu’un) Dérivé d'un mot apparenté au mot gousse.                                                                                           | Testicules, couilles, bijoux de famille | « Arrête de jouer avec tes gosses ! » (autrement dit : « Arrête de te masturber ! ») |
| Gosser                                                                 | De l'ancien usage artisanal voulant dire construire, fabriquer (essentiellement, avec du bois) | 1. Faire n'importe quelle action avec n'importe quel objet (peut être vu comme le verbe foutre) 2. Travailler dur, sans repos sur qqch 3. Énerver | « Cosser que t’as gossé encore ? » (sarcastique par la rime avec cosser) « J’en ai vraiment gossé des choses à soir. » pour « J’ai vraiment fait beaucoup là dessus hier soir. » 3. « Tu gosses ! » « Il arrête pas de me gosser. » « Esti qu'tes gossant ! »                  |
| Guidoune                                                               | De l'anglais « to get down » (with somebody), « coucher » (avec quelqu’un) | Jolie femme, qui s'est « arrangée » pour une occasion. (de moins en moins utilisé aujourd’hui) | « Ouin, belle guidoune ! » |
| Hot (prononcé otte)                                                    | Anglais | Intéressant, fascinant, magnifique, chouette, amusant. En France : chaud > Attirant (sexuellement) | « Si c’est pas hot, ça ! » |
| Icitte                                                                 | Ancien français | Ici | « Viens icitte ! » Prononciation archaïque, tel litte : lit. Présente aussi en Catalogne. |
| Innocent                                                               | | Peu instruit, imbécile, naïf (aussi utilisé au sens de non coupable) | Péjoratif (peut avoir le même sens que gentil en Europe) |
| Jammer (prononcé /dʒa.me/)                                             | Anglais : to jam | 1. Coincer 2. Jouer, faire de la musique | « La porte est jammée. » « On a jammé du rock et du reggae. » |
| Jardin                                                                 | | Potager | |
| Kesséça (ou, plus rare, kosséça), kesser ça (kosser ça)                | | Qu'est-ce que c'est que ça ? | « Kosser que tu viens d'me dire ? » « Du kesser ça ? » (synonyme de « Quoi donc ? ») |
| Ketch, kitch                                                           | Anglais | Verrou (de moins en moins utilisé) | |
| Kodak                                                                  | Kodak, marque de commerce | Appareil-photo (tend à être remplacé par « caméra ») | |
| Laveuse (plus rare : Lessiveuse)                                       | | Machine à laver, lave-linge | En France, une lessiveuse ne désigne pas la machine mais un seau pour bouillir l'eau (maintenant archaïque). |
| Lurette (rarement utilisé)                                             | Archaïsme du mot « heurette » (petite heure) | Une période de temps inexistante, imaginaire et satirique N'est utilisé dans : | « Attends-moi à lurette. » pour « Ne m'attends pas. ». Utilisé en France avec l'expression : « depuis belle lurette », depuis longtemps. |
| Machine                                                                | | Voiture. Rarement utilisé aujourd'hui. | « Viens t'en ! On va faire un tour de machine. » |
| Machines (faire le tour des)                                           | Expression datant de l’époque industrielle | Examiner, visiter, aller voir quelque chose ou quelqu’un | « J'vas faire le tour des machines chez Guillaume. » |
| Maganer                                                                | Du francique maidanjan «mutiler/estropier». | Maltraiter, affaiblir, abîmer | « Ça m'magane le cœur » (= me déchire le cœur). Aussi orthographié « maganner » |
| Magasiner                                                              | Calque du mot anglais shopping | Faire des courses, faire des achats | « On s’en va aller magasiner dans l’mail. » |
| Maringouin                                                             | Tupi-guarani : mbarigui | Moustique | Aussi utilisé aux Antilles |
| Matante (nom)                                                          | Tante | Tantine | |
| Matante, mononcle (adjectif)                                           | | Ringard, vieux-jeu | « Mets pas ces lunettes-là, ça fait matante ! » « D'la musique de mononcle. » |
| Mononcle (prononcé « mononque »)                                       | Mon oncle | Tonton | |
| Maudusse, mauzusse                                                     | provient du mot maudit qui était à l'époque considéré comme un juron et non d'un anglicisme de Moses ou Moise..., | Meince, a Mince ! Zut alors, ah non, maudit(e) | « Mauzusse, j'ai oublié mon rendez-vous ! » |
| Maudille, (en) maudit                                                  | Défiguré des jurons religieux de l’ancien régime (maudire) | Beaucoup, trop (très), fort | « La semaine, on y travaille en maudit ! » ; « Maudite de bonne idée, ça ! » |
| Moppe                                                                  | anglicisme de mop | Serpillère | |
| Neveurmagne (vieilli)                                                  | Anglais nevermind, ne pas s’en faire | Laisser faire, oublier | |
| Newfie (prononcé noufi)                                                | Se référant aux habitants de Terre-Neuve, Newfoundland et aux imbéciles en général | Imbécile | Terme péjoratif |
| Niaiseux, niaiseuse                                                    | Dérivé de niais | Personne peu intelligente | « Mon père est niaiseux » (masculin), « Ma mère est niaiseuse » (féminin) |
| Nono, nonoune                                                          | Mot plus enfantin pour niaseux | Idiot, idiote | « Mon père est nono » |
| Nounounerie                                                            | Dérivé de nono | Idiotie, niaiserie, stupidité | « Arrête de dire des nounouneries » |
| Noune                                                                  | | Sexe féminin, peut aussi être utilisé comme nono (voir plus haut) | |
| S’ostiner, s’astiner                                                   | Dérivé de (s’)obstiner | Contredire avec insistance, ergoter, argumenter, s’opposer à qqch (non péjoratif) | « Arrête ! Tu t’astines pour rien ! » |
| Ostineux (euse), astineux (euse)                                       | Dérivé de (s')obstiner | Personne contrariante, chicanière, qui contredit tout le temps | |
| Ouache                                                                 | Mot d'origine algonquine | Abri d'animal (ours, castor, orignal); expression de dégoût (remplace beurk, qui est très peu utilisé) | |
| Pantry (prononcé /pɛn.tʁe/)                                            | | Placard ou comptoir | Terme de moins en moins utilisé |
| Parker, parquer, pâker (prononcé /pɑ(ʁ).ke/)                           | Français : mener au parc (les animaux) ; anglais : to park | Stationner, se stationner (les deux termes sont utilisés au Québec) | « J’va aller parker mon char. » |
| Patente (ou patente à gosse)                                           | Ancien français : brevet émanant du roi | Bidule, machin, truc, chose, schmilblick (ce dont on ne connaît pas tout-à-fait l’utilité) | « C'te patente m'fait peur ! » |
| Patenter                                                               | Ancien français : délivrer une patente | Inventer, fabriquer, réparer | « T'as tu finis de patenter ça ? » |
| Patinoire à poux                                                       | | Calvitie | |
| Peanut ou pinotte                                                      | Anglais : peanut | Cacahouète, arachide | |
| Pis, pi                                                                | Puis | Et, en plus, en dessus de Très souvent utilisé au milieu des phrases pour les lier entre elles. Aussi utilisé en français européen, dans le langage familier, et plus sporadiquement. | « Pis ton frère, y va bien ? » « Pis là, a m'parle pu. » |
| Pitoune                                                                | Anglais happy town, réduit à pi town | Belle fille, fille de peu de vertu (selon le ton et le contexte) | Langage populaire, voire inconvenant |
| Plasteur                                                               | Anglais : plaster | pansement | |
| Plate, platte                                                          | Du mot plat | Moche, nul, sans intérêt, ennuyant | « Mon travail est plate. » « La vie est bein platte ! » « C'est donc ben plate ! » |
| Plotte                                                                 | | Sexe féminin (aussi sens figuré) | Chercher de plotte à satisfaire (allusion aux relations sexuelles, se dit aussi chercher du cul à satisfaire) |
| Plogue                                                                 | Anglais : plug | Prise de courant électrique ou publicité (faire une plogue à la télé), avoir un contact | « J'ai une plogue pour rentrer dans cette compagnie-là. » |
| Ploguer                                                                | Anglais : plug | Mettre en relation, en contact Brancher un appareil électrique | « Je me suis fais ploguer pour une job » (se faire pistonner, en France). « J’arrive pas à ploguer la lampe. » |
| Pogner                                                                 | Possiblement, du mot « pogne », de l'ancien français | 1. Attraper, empoigner, prendre, obtenir (propre et figuré) 2. (intr.) Être populaire, susciter un grand intérêt de la part du sexe opposé 3. Attraper une maladie 4. Capter une station de télévision ou de radio 5. « Se pogner avec » : se battre contre quelqu’un. 6. « Pogner la joke » : comprendre une blague, une référence, un jeu de mots (équivalent en France de piger)  | « Tu t'es pogné une blonde, finalement ? » |
| Poche                                                                  | Du verbe pocher, ancien sens de mettre hors d’usage | 1. De mauvaise qualité, mal fait, désuet, inutilisable (parlant d'un objet) 2. Ennuyant, nul, moche 3.La poche, poil de poche = poil de pubis (chez les hommes) 4. Ne pas réussir/couler un examen ou une matière à l'école | 1. « Ta montre est bein poche. » 2. « C'est poche, cette blague là ! » « Maudite émission poche ! » 3. « J'me gratte la poche. » 4. « Hey j'ai poché mes maths ! » |
| Polar                                                                  | Polar, marque de commerce | Vêtement (de sport) en fibre synthétique | |
| Pôle                                                                   | Anglais : pole, poteau | Tringle à rideaux | |
| Portique                                                               | | Vestibule | |
| Pot (prononcé /pɔt/)                                                   | Anglais pot | Cannabis, hashish, marijuana (équivalent du mot « herbe » en Europe). | « Tu veux-tu du pot ? » |
| Pouce (faire du)                                                       | | Faire de l'auto-stop | « Il voyage sur le pouce » |
| Prélart (parfois prononcé /pʁo.laʁt/)                                  | | Revêtement de plancher, linoléum | |
| Puck (prononcé /pɔk/)                                                  | | Rondelle (Canada), Palet (France) | « On ne peut pas jouer sans puck. » |
| Q-tip, q-tips (prononcé /kju.tɪps/)                                    | Q-Tips, marque de commerce | Coton-Tige (marque de commerce), bâtonnet ouaté, cure-oreille. | |
| Quétaine                                                               | | Cu-cu, vieilli, démodé, désuet (figuré ou abstrait), kitsch | « C’te toune là est trop quétaine, ferme la radio. » « Moi, je suis un gars quétaine : j’aime ça faire des soupers romantiques avec ma blonde. » « T’es donc ben quétaine ! » - Viendrait de « quêteux », un mendiant habillé d'une façon dépareillée et donc de mauvais goût. |
| Record (très vieux, prononcé /re.cɔʁd/)                                | Anglais | Disque 33-tours, 45-tours | |
| Rester                                                                 | | Démeurer, résider, pas toujours temporairement (synonyme d’habiter) | « Dès ma naissance, chu toujours resté chez mes parents. » |
| Robineux, robinard                                                     | Ancien sens du mot robin, charlatan vagabond, voleur ou petit criminel sans lieu de résidence permanent Étymologie alternative, buveur de rubbing alcohol soit d'alcool à friction. Le robineux est celui qui boit de la robine.  | clochard, sans-abri se dit aussi quêteux (ancien français), bum ou hobo, qui sont les usages répandus en anglais américain | « Faut pas parler aux robineux. » |
| Running-shoes, runnings (prononcé /ʁɔnɪŋ.ʃuz/)                         | Anglais | Baskets, Tennis, chaussures de sport | |
| Sacrer                                                                 | | 1. Jurer avec des mots particuliers à cet usage : crisse, câlisse, cibouère, calvaire, sacristie, viarge, tabarnaque, astie, sacrament, etc.; « sacrer comme un charretier » 2. Jeter, envoyer nonchalamment ou avec mépris ou violence : « il a sacré la télé par la fenêtre. » 3. Ne pas accorder d’importance à qqch. : « je m'en saque » 4. Foutre le camp : « Sacrer son camp » | |
| Scotch-tape (prononcé /skɔtʃ.teɪp)                                     | Marque de commerce | Ruban adhésif | En France, on dit aussi scotch. |
| Scott-towel (prononcé /skɔt.ta.wœl/)                                   | Marque de commerce | Essuie-tout, Sopalin (aussi une marque de commerce) | |
| Scrapper                                                               | De l'anglais to scrap | Briser quelque chose, abîmer qqch - se débarrasser de quelque chose | « J'ai scrappé la voiture. », « La porte est scrappée. » |
| Sécheuse                                                               | | Sèche-linge | |
| Serrer                                                                 | | Ranger | « Serre-ça là où tu l'as pris. » |
| Signe (vieux)                                                          | Anglais : sink | Évier | |
| Slotche ou sloche                                                      | Anglais | 1. Neige souillée de boue, surtout dans les rues urbaines 2. Glace pilée 3. Boisson faite de glace concassée et de saveur artificielle que l’on aspire avec une paille (barbotine) | |
| SOS                                                                    | Marque de commerce | Tampons à récurer en laine d’acier | |
| Tanné(e)                                                               | Du verbe tanner | Fatigué(e), las(se), ennuyé(e) | « Chu tanné de l’hiver. », En France insister |
| Tasser                                                                 | Du vieux sens mettre de côté, laisser faire | Déplacer, bouger, entasser (aussi pronominal) | « Pourrais-tu m’aider à tasser la table ? » « Tasse-toi ! », sens figurer laisser retombé (une rumeur par exemple) |
| Tayeule (familier, péjoratif)                                          | Ta gueule, abrégé de ferme ta gueule | Tais-toi (taisez-vous), silence yeuler (gueuler) - être impoli, grossier, malappris | « Tayeule, j’entends rien ! » |
| Toast/toaster (f)                                                      | Anglais | Toast = rôtie, tranche de pain grillée. Toaster (prononcé /toʊs.tœʁ) = grille-pain. Peut être utilisé comme verbe (prononcé alors /tos.te/) | « T'es en train de toaster ! » (Tu prends un coup de soleil) |
| Tomber en amour                                                        | Expression désuète ou littéraire en français européen, de l’anglais to fall in love. | Tomber amoureux | |
| Tough (prononcé /tɔf/) (adjectif et nom commun)                        | Anglais | (a)Difficile (n.c.) Un dur à cuire | « Jack Bauer, c'est un vrai tough ! », « C'est tough à vivre cette situation » |
| Toune, tounne                                                          | Anglais : tune | Chanson | |
| Trail (peut se prononcer /tʁɛj/ dépendant des régions) féminin         | De l’anglais qui signifie piste | Chemin, sentier, piste | « La trail la moins longue est ici. » |
| Traileur (se prononce tʁe.lœʁ/ ou /tʁɛj.lœʁ/ en fonction de la région) | De l’anglais trailer qui signifie caravane | Une remorque tractée par une voiture | « Embarque dans le traileur. » |
| Tuque                                                                  | Inuit Tujk | Bonnet d’hiver | |
| Turluter                                                               | Onopatopée turlu-tu | Chantonner | |
| Van (prononcé /van/)                                                   | Anglais | camion, fourgonnette | |
| Twit (se prononce /twɪt/)                                              | Anglais | Stupide, niaiseux, gaffeux | « Maudit twit ! » |
| Varger                                                                 | | Frapper fort, battre (un objet), s'acharner | « Arrête de varger dessus (qqun/qqch) ! » « Il vargeait dessus comme un malade ! » Du verbe verger - frapper avec un verge. |
| VTT (ou « quatre-roues »)                                              | | Véhicule tout-terrain de type quad et non pas un vélo de montagne (vélo tout-terrain) et non pas « vélo tout-terrain » comme en France, on y préfère le terme « vélo de montagne » | |
| Washer (prononcé /wɑ.ʃɚ/) ou gasket                                    | Anglais | Rondelle ou joint d’étanchéité | À ne pas confondre avec laveuse / lessiveuse. (Voir au-dessus.) |
| Wipers (se prononce /wɪ.pɚz/)                                          | Anglais | Essuie-glaces | « Il commence à pleuvoir, pars les wipers. » |
| Wind-washer (prononcé /wɪnd.wɑ.ʃɚ/)                                    | Anglais : windshield washer | Lave-glace (tend à disparaître au profit de lave-glace) | |

## Expressions
- Lâche pas la patate

Expression originaire de Louisiane, popularisée dans les années 1970 par la chanson Lâche pas la patate (The Potato Song), composée par le musicien Cajun Clifford Joseph Trahan (pseudonymes : Johnny Rebel et Pee Wee Trahan), et popularisée au Québec par Jimmy C. Newman, (attribuée à tort à Zachary Richard)

Signifie : ne pas abandonner, continuer et aller de l'avant. « Lâche pas la patate, tu vas réussir ! ». À l'inverse, l'expression « lâche-moi la patate » veut dire « laisse-moi tranquille ».
- À/Un moment d'né

Littéralement : « À un moment donné », c'est-à-dire à un moment quelconque. « À moment d'né, il faudra aller voir un film ! ».
- (Que) Le yable l'emporte

Que le diable l'emporte : malédiction, démission/abandon.
- Au yable vert (de moins en moins utilisé)

Signifie « à l'autre bout du monde », ou à un endroit éloigné ou inconnu. « On a amené mon frère au yable vert ». À rapprocher du français « au diable Vauvert ».
- Pogne pas les nerfs

« Fâche-toi pas ! »
- Chanter la pomme (de moins en moins utilisé)

« Faire la cour », « draguer »
- Gros de

« Y'a gros du monde icitte ! » (Il y a beaucoup de personnes ici !) - (Sherbrooke/Cantons de l'Est/Trois-Rivières)
- Avoir le feu au cul, (non péjoratif)

Signifie être fâché ou être désagréable « Y'a l'feu au cul depuis qu'y s'est fait virer. »
- « Y vien d'un d'sour de balcon »

« Il vient du dessous d'un balcon » : utilisé pour décrire quelqu'un venant d'une famille nombreuse et sans éducation (fait référence à une portée de chatons sans race précise souvent trouvée sous les galeries dans les villages).
- Tirer de l'ampérage (Côte-Nord)

Être très fatigué. Fait référence à l'image d'une consommation excessive d'énergie électrique.
- Cogner des clous

Être si fatigué que les yeux en viennent à fermer par eux-mêmes ; être à moitié endormi.

## Jurons ou sacres
Plusieurs jurons de la langue française du Québec ont un rapport avec l'Église catholique. Le fait de « sacrer » (utiliser des jurons avec ou sans intention de blasphème) a sans nul doute un rapport avec la position prédominante de l'Église dans la vie des Québécois jusqu’à la Révolution tranquille (1960-1970).
Attention, certains Québécois peuvent être très choqués par la violence de ces jurons, notamment dans la bouche de visiteurs français. Les termes peuvent sembler anodins vus d'Europe, mais peuvent autant blesser qu'un « nique ta mère » ou un « enculé de ta race » pour un Français. Leur usage ne doit donc pas devenir un jeu. Le sacre québécois, même sans intention de blasphème, peut offenser les Chrétiens. De nombreuses variantes, considérées moins grossières (utilisées pour la plupart comme euphémismes), existent cependant. 
 À cette fin, câline, crime, cibole et tabarouette (une barouette est un synonyme de brouette) sont utilisés comme des versions comiques appropriées pour les oreilles des enfants, de sorte que l'on peut ainsi sacrer/jurer devant eux de façon responsable, puisque non offensante.
- tabarnak (« tabernacle »)
  - Variantes : tabarslak, tabarnik, tabarnouche, tabarouette
- câlisse (« calice »)
  - Variantes : câliboère, câlique, coliss, câlife, câline, (n'est pas prononcé comme le verbe « caliner »)
- calvaire (allusion à Golgotha)
  - Variantes : calvince, calvâsse, calvette, caltar
- Hostie, asti, ostifi, esti, osti, souvent abrégé en sti
  - Variantes: estique, ostiche, estiche, astiche, osto, esto, asto, ostin, ostifi, estifi, astifi
- crisse (« Christ »)
  - Variantes : criffe, crime, criss... tophe Colon (très rare)
- ciboire, saint-ciboire
  - Variantes : ciboère, cibole, cimonak, saint-cibolak
- viarge (« Vierge » - c'est-à-dire Vierge Marie)
- bout de ciarge (bout de cierge)
- sacrament (sacrement)
- baptême
  - Variante: batinse
- esprit (c'est-à-dire Saint Esprit)
- torrieux (de « tort à Dieu »)
- Môsusse (de Moses, version anglaise de Moïse)

À cette liste s'ajoute le nom de saints jadis populaires dans la dévotion chrétienne :
- sainte Anne 
  - Variantes : bonne Sainte-Anne !
- saint Christophe

Les jurons sont fréquemment combinés en chaîne de longueur variable, pour un effet multiplicateur (offensant et vulgaire), de sorte à exprimer une extrême colère ou frustration: « ostie d'câlice de tabarnak de saint-ciboire d'esti d'crisse » (très sérieux blasphème).
Un autre phénomène est la conjugaison des jurons comme: « câlicer une volée » (flanquer une raclée) ou « crisser son camp » (foutre le camp). On dit aussi « décrisser » pour se barrer. Les jurons peuvent servir de nom, d'adjectif, d'adverbe ou de verbe :
- nom : C'est un p'tit crisse celui-là (morveux, insolent, énergumène, sacripant).
- adjectif : C'est une tabarnak de pneumonie (d'aplomb, carabinée).
- adverbe : C'est crissement dur! (fichtrement/foutument).
- locution verbale : être en tabarnak (être furieux, en furie).
- verbe : Je lui ai crissé une volée (flanquer une fichue raclée).

Plusieurs mots qui ne sont pas autrement grossiers, ou des insultes, sont parfois utilisés à l'intérieur de chaînes de jurons, mais ne constituent pas par eux-mêmes des jurons : saint (saint-cimonak), innocent, sans-dessein, maudit(e)...
Étrangement, le blasphème européen « nom de Dieu » qui consiste à utiliser le nom de Dieu en vain, tombe à plat car il ne correspond à aucune référence familière, et par conséquent n'est absolument jamais utilisé. Il est néanmoins compris, à cause des films européens et des traductions françaises de films américains.